# L214
L214, de son nom complet L214 éthique et animaux, est une association à but non lucratif française de défense des animaux utilisés comme ressources alimentaires, fondée en 2008. L214 se positionne régulièrement en tant que lanceur d'alerte en réalisant des enquêtes et diffusant des vidéos, souvent qualifiées de vidéos « chocs », sur les conditions de vie des animaux dans les élevages, mais aussi durant leurs transport et abattage. Antispéciste, L214 s'oppose à ces pratiques ainsi qu'à la pêche, qu'elle juge nuisibles pour les animaux. Elle préconise un changement des habitudes de consommation, notamment alimentaires, vers une consommation moindre de produits animaux, et promeut le véganisme. À travers ses sites internet et ses campagnes d'informations, l'association traite également des impacts environnementaux et sanitaires de la viande et de l'élevage, des positions de partis ou personnalités politiques au sujet des animaux, et propose des conseils pour végétaliser sa consommation, ainsi qu'un guide de restaurants proposant des plats végétaliens.
L214 a de nombreux sympathisants mais aussi de nombreux détracteurs, notamment parmi les éleveurs et autres acteurs de l'industrie des produits animaux. Ses sympathisants louent la mise en lumière des conditions de vie et d'abattage des animaux d'élevage et un rôle d'éveil de la société. Ses détracteurs dénoncent les méthodes et objectifs de l'association, qu'ils jugent excessifs, et peuvent mettre en question l'interprétation des images diffusées, leur représentativité, leur montage ou leur caractère récent.

## Historique

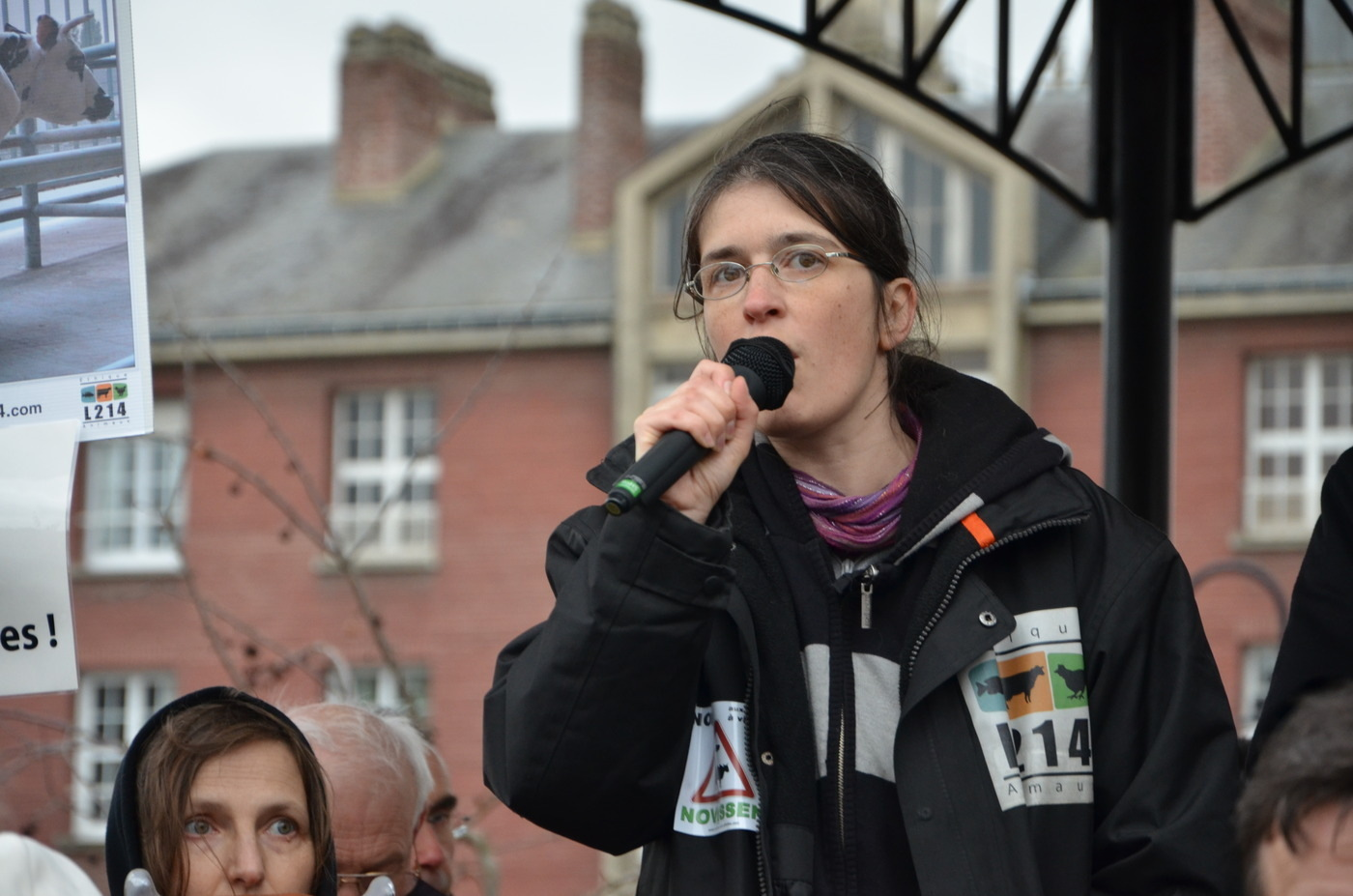
Brigitte Gothière, cofondatrice et directrice de L214, lors de la manifestation contre la Ferme des mille vaches à Abbeville, le 18 février 2012.

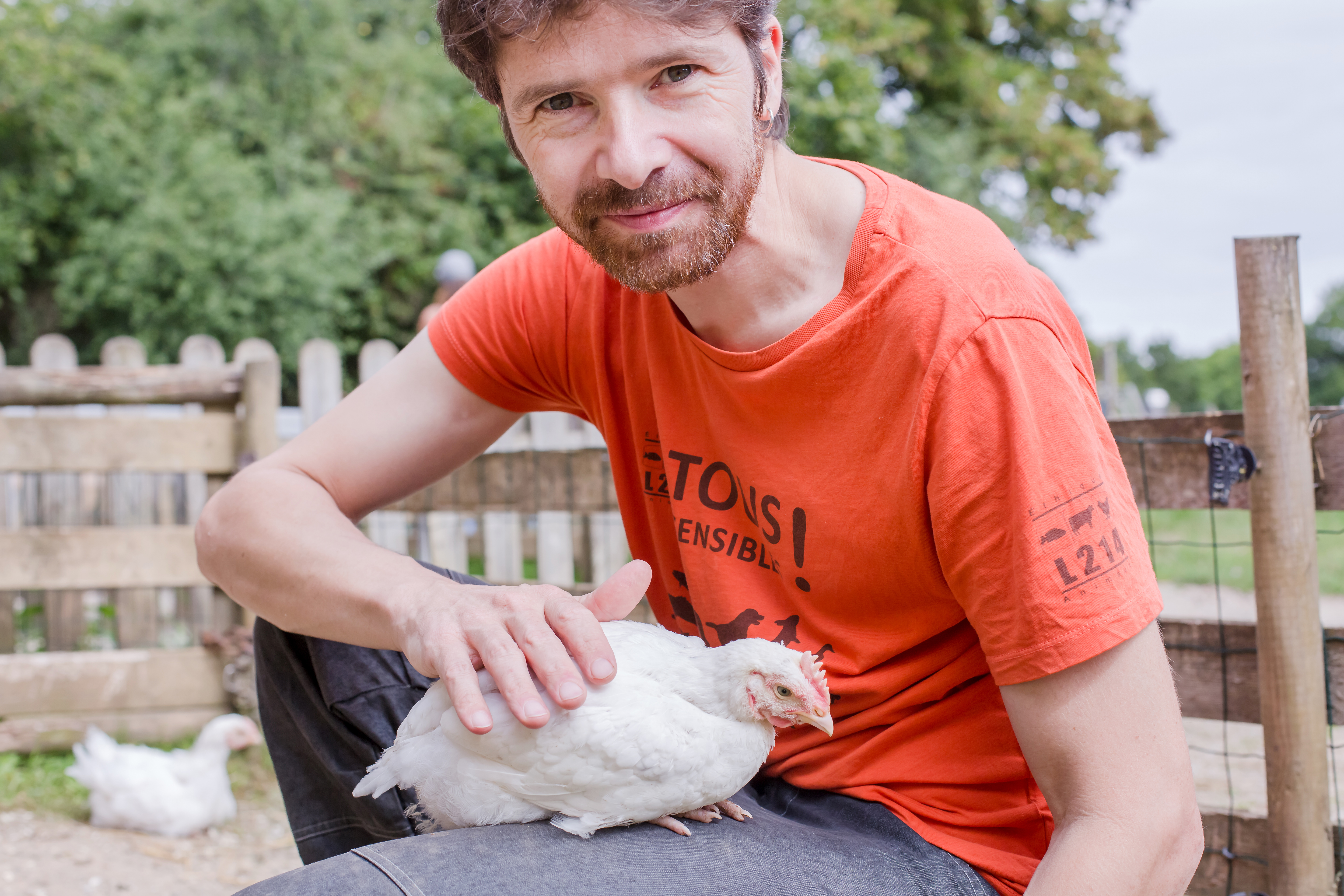
Sébastien Arsac, cofondateur de L214, lors d'un sauvetage de poulets, en juillet 2017.

L'association est créée en 2008 à partir du collectif « Stop Gavage », militant pour l'abolition du foie gras,, qui poursuit depuis son action au sein de L214. L214 remet en question les rapports qu'entretient la société avec les animaux et se consacre particulièrement à la défense des animaux de production utilisés pour la consommation alimentaire humaine (viande, lait, œufs, poisson). L'association allie une approche welfariste (campagnes pour les œufs plein air) à des visées plus abolitionnistes (marche pour la fermeture des abattoirs et promotion du véganisme).
L'association est initialement créée dans le département de la Haute-Loire, à Lachaud-Curmilhac (commune de Vissac-Auteyrac), comme association loi de 1901 à but non lucratif. En 2015, elle est relocalisée dans le Bas-Rhin, à Achenheim, pour devenir une association de droit local alsacien-mosellan, toujours à but non lucratif,,.
Elle tire son nom de l'article L214-1 du code rural et de la pêche maritime, dans lequel les animaux sont désignés comme « êtres sensibles » dans le droit français : « Tout animal étant un être sensible doit être placé par son propriétaire dans des conditions compatibles avec les impératifs biologiques de son espèce ». Cet article est la codification de la loi relative à la protection de la nature de 1976,. Son nom complet est « L214 éthique et animaux ».
Les fondateurs de L214, les militants véganes Brigitte Gothière et Sébastien Arsac, deux anciens enseignants, s'inscrivent dans le courant antispéciste. Certains ont connu l'introduction de ces idées en France et y ont participé, notamment à travers la revue des Cahiers antispécistes.
Selon Les Inrocks, en mars 2016, L214 est « l’association qui s’est imposée en huit ans de militantisme comme la voix de la protection animale en France ».
Le 6 septembre 2017, pour la première fois depuis la création de l'association, les images tournées par L214 dans un élevage de poulets sont diffusées dans l’émission Quotidien, sur TMC, à une heure de grande écoute, bénéficiant ainsi d'une audience de plus de 1,2 million de téléspectateurs[réf. souhaitée].
Le 26 juin 2020, sur France Info, Didier Guillaume, le ministre de l'Agriculture, salue le travail de l'association, regrette que les services de l'État ne puissent faire de même en interne, et annonce que le gouvernement va « mettre le paquet » sur le « bien-être animal » et contre des « situations inacceptables. »,.
Le 31 juillet 2020, L214, soutenue par la Ligue des droits de l’Homme, dépose une requête en référé liberté au tribunal administratif de Paris contre la cellule Demeter (cellule nationale de suivi des atteintes au monde agricole), créée par la gendarmerie le 3 octobre 2019 à l'initiative de la FNSEA, et de Christophe Castaner pour lutter contre le supposé « agribashing » dont ferait l'objet le monde agricole, et demande la résiliation d’une convention de partenariat signée en décembre de la même année entre le ministère de l’Intérieur, la gendarmerie, la FNSEA et les Jeunes agriculteurs,. L’association, qui remet en cause la neutralité de cette cellule à qui elle reproche ses liens avec des syndicats agricoles qu'elle considère comme « hostiles à toute remise en question du modèle agricole conventionnel », dénonce « une entreprise d’« intimidation » à l’encontre des militants dénonçant l’élevage industriel » qui se manifeste par le « déploiement croissant et quotidien de cette cellule et de cette convention » et « l’impact qu’elles ne cessent d’avoir sur les libertés fondamentales de l’association L214 (convocations de ses membres de plus en plus régulières, intimidations, dissuasion d’exercer les libertés publiques...) et de l’ensemble des associations et citoyens désireux de faire la transparence sur les pratiques d’élevage et d’abattage »,,.
L'association note de 0 à 20 les programmes des différents candidats à l'élection présidentielle française de 2022.
La même année, elle lance le mois de janvier vegan, le Veganuary (en), sous le même principe que le Dry January, le mois sans alcool.

## Objectifs

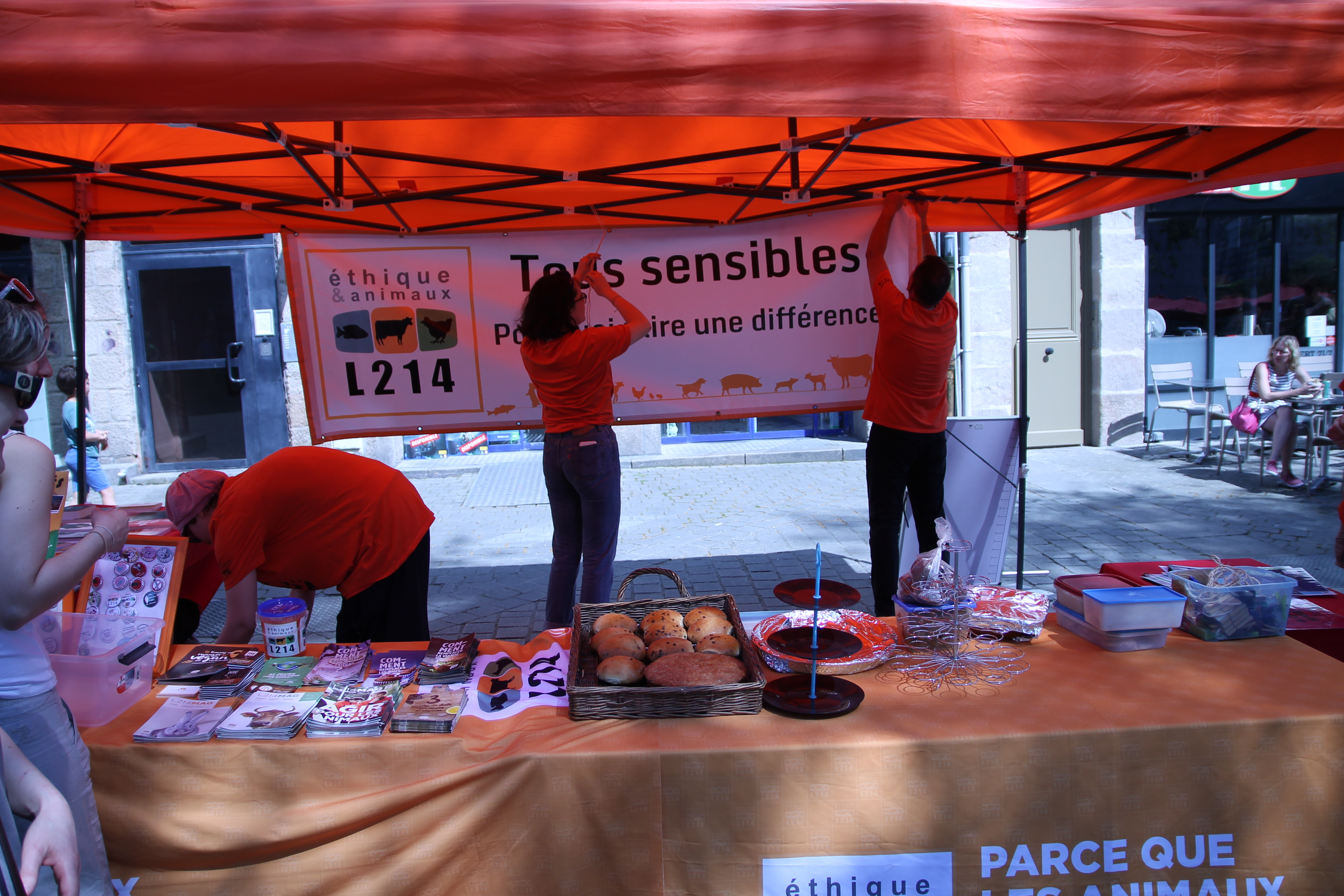
Stand de l'association L214 à Nantes en avril 2021.

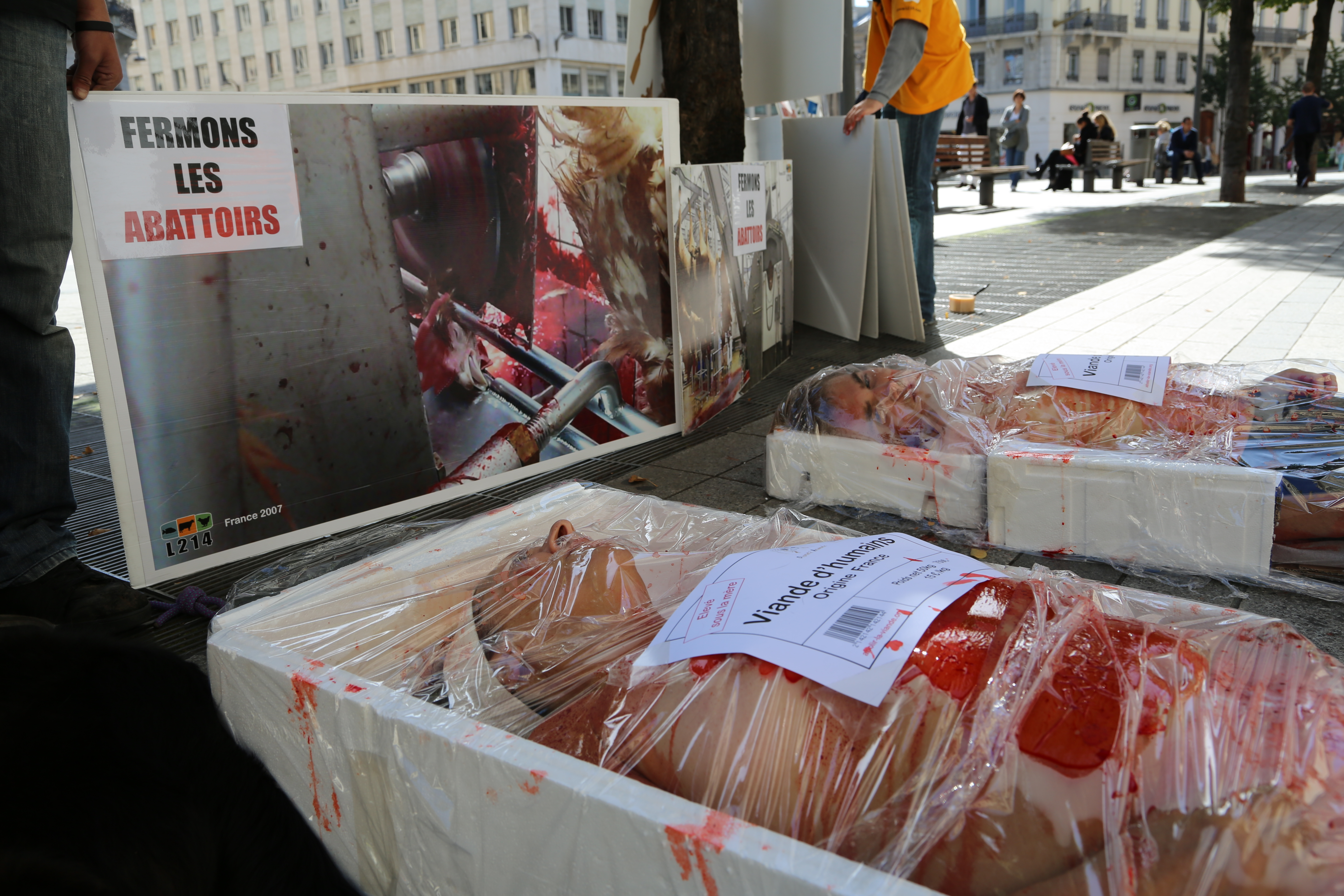
L'association promeut l'antispécisme et le véganisme lors de l'action "barquette de viande humaine" à Lyon en 2012.

L'association, qui promeut l'éthique de l'antispécisme, mène des campagnes d'information et se positionne régulièrement en tant que lanceur d'alerte,,, afin de faire évoluer les réglementations de protection animale ainsi que les habitudes de consommation de manière à mettre fin aux pratiques qui nuisent aux animaux, dont la consommation de viande. Des images d'enquêtes et l'expérience de l'association sont fréquemment utilisées dans des reportages consacrés à l'industrie agro-alimentaire dans les médias[réf. souhaitée]. Pour les entreprises incriminées par L214, « ces images peuvent faire (très) mal. Les effets financiers, sociaux ainsi qu’en matière de réputation peuvent être dévastateurs, et les conséquences se ressentent souvent à long terme. ».
L214 est décrite par l'économiste Romain Espinosa comme faisant partie des associations « abolitionnistes réformistes » : elle développe des stratégies de communications mixtes s'inscrivant en partie dans une démarche welfariste (par exemple par le biais d'actions demandant l'amélioration immédiate du bien-être des animaux), tout en possédant des objectifs à long terme clairement abolitionnistes (encouragement des consommateurs à se détourner des produits d'origine animale).
Pour la journaliste Sandra Méallier de France 3, L214 est « devenue incontournable dans le paysage éthique et écologiste français ».
Selon Paul Ariès, politologue français, rédacteur en chef de la revue Les Zindigné(e)s, porte-drapeau de l’élevage paysan et des animaux de fermes et « anti-végane » revendiqué,,, L214 est un mouvement abolitionniste qui veut, à terme, interdire tout élevage, même fermier. La porte-parole et cofondatrice de l'association, Brigitte Gothière, revendique en effet, au-delà des missions actuelles de L214, un projet abolitionniste à long terme.
Emmanuel Faber, président-directeur général de Danone, approuve pour sa part la démarche de l'association et souligne l'importance des lanceurs d'alerte comme L214 pour faire bouger les mentalités et les pratiques en matière de souffrance animale.
Selon Étienne Gangneron, président de la chambre d'agriculture du Cher, vice-président de la Fédération nationale des syndicats d'exploitants agricoles (FNSEA) et éleveur de bovins charolais, « L214 privilégie l'agenda politique au bien-être animal : « ces vidéos ils les ont en stock depuis un moment, si vraiment ils voulaient protéger les animaux, ils les auraient sorties au moment où ils ont filmé. ». »
En mars 2020, le journaliste Hugo Clément écrit dans Stratégies, qu' « avec ses vidéos chocs d'abattoirs ou d'élevages intensifs, l'association de défense des animaux L214 a réussi à construire une redoutable machine de guerre par l’image, qui fait plier l’industrie agroalimentaire », et « [qu'elle] est aujourd’hui devenue l’une des associations les plus puissantes de France. ».

## Financement
L'association L214 ne bénéficie pas de subventions de l'État français ou de collectivités publiques et n'est pas reconnue d'utilité publique. En 2016, elle dispose d'un budget total de 760 000 €, qui lui permet d'employer 17 personnes. En 2017, selon son cofondateur, l'association a des ressources financières d'un montant total de 5,2 millions d’euros, dont 3,2 millions d’euros de cotisations de ses 30 000 adhérents (un nombre d'adhérents qui a doublé par rapport à 2016).
En novembre 2017, l'association reçoit un don exceptionnel de 1,14 million euros de la part de la fondation Open Philanthropy. Cet organisme, géré et financé par les milliardaires américains Dustin Moskovitz et Cari Tuna, a pour but de soutenir financièrement le bien-être animal (associations de protection et recherche sur la viande cultivée), la justice et la recherche sur l'intelligence artificielle. Ce don fait suite à un démarchage de l’association par la fondation, qui lui a proposé plusieurs projets : l'amélioration des standards dans l’élevage des volailles, la végétalisation de l’alimentation dans les campus et la pérennisation de L214 (création de postes et revalorisation des salaires). En réaction, plusieurs députés, issus du groupe Les Républicains, proposent de constituer une commission d’enquête sur les réseaux financiers de L214,.
En novembre 2018, selon le trésorier de l'association, 90 % du financement de L214 est assuré par des dons. Les 10 % restants proviennent de la vente de produits dérivés (250 000 €), de la perception de droits d’auteur et d’intérêts d’épargnes (plusieurs dizaines de milliers d’euros). Parmi les 34 000 dons, qui représentent une somme totale de 3 841 000 €, 124 émanent d'entreprises, de fondations ou d'associations.
L'association reçoit 5,9 millions d’euros de dons en 2020, 700 000 € de legs, pour un budget de fonctionnement inférieur à cinq millions, et presque sept millions d’euros de réserves.
L214 a été distinguée comme « organisation caritative remarquable » par Animal Charity Evaluators, une organisation du mouvement Altruisme efficace chargée d'évaluer l'efficacité des associations et d'orienter les dons vers les plus efficaces.

## Conditions de travail
L214 passe de douze salariés, dont trois en CDI, en 2015 à 74 salariés, dont 63 CDI, en 2021. L'association applique l'égalité salariale depuis 2020 : tous les employés, quelle que soit leur ancienneté et leur responsabilité, touchent 2 025 € net, assortis d'une prime de 150 € s'ils vivent dans l'aire urbaine de Paris.
En 2018, les représentants du personnel demandent qu'un protocole de prévention des risques psychosociaux au travail (par exemple l'exposition à des images de violence commises sur les animaux) soit mis en place. Cependant, en 2019, seuls treize des soixante-neuf employés jugent la gestion des conflits au sein de l'association satisfaisante.
Entre mars 2020 et mai 2021, 15 salariés quittent L214. Les raisons invoquées par les anciens salariés pour justifier ces départs sont de plusieurs ordres : « burn-out réguliers, départs contraints, forte charge de travail, accusations de harcèlement moral, mais aussi relatif aveuglement sur les questions de violences sexistes et sexuelles ». Mediapart signale toutefois que « 49 salariés, accompagnés par quatre anciens, [leur] ont également envoyé un courrier pour défendre bec et ongles leur employeur ». Par ailleurs, à la même période, un couple d'anciens collaborateurs québécois en télétravail et présentés comme « militants historiques » engage, séparément, deux actions aux prud’hommes, l'un pour contester son statut de prestataire indépendant entre 2015 et 2020, l'autre, licenciée à l'automne 2020, s’estimant victime de harcèlement moral, et demandant la résiliation de son contrat aux torts de l’association,.

### Accusations de violences sexuelles au sein de L214
En 2021, L214 a été mise en cause par plusieurs militantes pour des réactions jugées insuffisantes face aux violences sexuelles au sein de l'association, voire de tenter de les étouffer. Plusieurs cas de harcèlement sexuel, d'agression sexuelle et de viol qui auraient été commis sur des militantes par d'autres bénévoles ou d'anciens employés de L214 ont ainsi été portés à la connaissance de la direction : « j'ai été harcelée, violée, et on m'a fait passer pour une folle. J'ai été moins bien traitée qu'un poulet », témoigne l'une des victimes, tandis qu'une autre, malgré les alertes adressées à Brigitte Gothière (la directrice et confondatrice de L214) juge que « son silence est une blessure supplémentaire, doublé d'un appui à ceux qui ne cessent d'agresser, puis de détruire les femmes qui osent ne pas se laisser abuser ». Les militantes dénoncent « une omerta », regrettant que les dirigeants de L214 aient tardé à réagir ou ignoré les plaintes, au moment où celles-ci leur ont été adressées,.
Du côté de la direction de l'association, Sébastien Arsac, cofondateur, porte-parole et directeur des enquêtes de L214, considère en 2019 qu'il ne faut pas répondre aux alertes pour éviter d'« alimenter une polémique stérile ». Brigitte Gothière, la directrice, assure néanmoins que des membres de l'association ont déjà été exclus « pour des comportements, des actes avérés ou des accusations répétées et concordantes », mais « nous ne sommes pour autant pas un tribunal, mal placés pour juger, et encore moins pour condamner ou demander réparation » et invite les victimes à porter plainte de leur côté.
Toutefois, plusieurs militants jugent que « le seul but, c'est la cause animale, toutes les autres telles que l'égalité femmes-hommes, les droits LGBT ou la lutte contre le racisme sont ignorées ». Une autre bénévole, après avoir abordé le sujet des violences sexuelles et des propos misogynes en interne, a été confrontée aux accusations d'autres militants et salariés de mener une « vindicte », une « diabolisation » au sein de l'association. Cette militante estime que « soit on se retirait de nous-mêmes des activités si on ne voulait pas continuer à travailler avec un agresseur, soit on insistait pour réclamer son exclusion, mais il fallait subir la suspicion de mensonges, voire une plainte en diffamation, et surtout une culpabilisation énorme ».

## Moyens de communication
L214 s'est emparé des codes des réseaux sociaux et du Web pour diffuser et populariser ses revendications.

### Relais médiatiques
Les enquêtes de L214 bénéficient de larges diffusions dans la presse généraliste, à la télévision et à la radio. Le site Arrêt sur images indique en 2022 que l'association bénéficie de relais complaisants voire contraires à la déontologie dans plusieurs médias dont Charlie Hebdo, Paris Match ou Libération. Plusieurs journalistes de ces rédactions sont mis en cause pour avoir publié directement des textes, vidéos et témoignages produits par L214, sans en vérifier l'exactitude ou la pertinence, et avoir fait relire et modifier leurs articles par Brigitte Gothière et Sébastien Arsac.
Les médias d'infotainment Brut et Konbini sont également critiqués pour avoir mis en place des « partenariats » avec L214, sans le mentionner aux internautes. La direction de Konbini indique ne pas avoir eu connaissance de cette collaboration étroite organisée par le journaliste Hugo Clément, alors employé du média.
De manière générale, les journalistes repérés par Arrêt sur images ont omis ou dissimulé leurs liens personnels avec l'association : soutien à la cause portée par l'association, conseils de communication et dons de plusieurs centaines d'euros à l'association,. En réaction, la porte-parole Brigitte Gothière soutient qu'Arrêt sur images « reproche à des journalistes de faire leur travail » et ne relève en fait aucune erreur, ni dans les enquêtes de l'association, ni dans les sujets reprenant ces enquêtes.

### Sites web
L’association communique à l'aide de son site principal, « L214.com », développant une communication jugée « explosive » et « innovante » d’après La Revue de l'industrie agroalimentaire,, avec pour but de marquer l'opinion et de « déstabiliser les acteurs traditionnels de l’économie que sont les industriels de l’agroalimentaire et les agriculteurs », en diffusant notamment des vidéos « chocs », mais également par des sites web annexes tels que « vegan-pratique.fr », ou « vegoresto.fr », dont la vocation est de proposer des conseils en matière de transition alimentaire vers le végétalisme.
L214 anime aussi « politique-animaux.fr », un site qui recense et note les prises de position des personnalités et partis politiques vis-à-vis de la condition animale,, et gère des sites tels que « abolir-la-viande.org » et « fermons-les-abattoirs.org » dans le cadre de sa campagne « Marche pour la fermeture des abattoirs » ainsi que le site « stop-foie-gras.com » pour sa campagne « Stop gavage »,.
Le site « viande.info » est lancé dans le cadre d'un projet collectif coordonné par L214, dans le but de sensibiliser au respect de l'environnement et aux actions menées par les citoyens qui luttent contre la faim, et de dénoncer l'élevage intensif et la surconsommation de viande,.

### VegOresto

Logo de VegOresto.

Initiative liée au site « vegoresto.fr », « VegOresto » est une opération qui démarche les restaurants et met au défi les chefs de cuisiner un menu 100 % végétal,,,, mais aussi une application mobile gratuite répertoriant tous les restaurants proposant au moins un plat végan à la carte,.

### Veggie challenge
Le Veggie challenge est une campagne lancée par L214, qui depuis 2017 invite en début d'année les Français à végétaliser leur alimentation en leur proposant un programme envoyé par courriel, pendant 21 jours, de recettes véganes, de conseils nutritionnels et de pistes de réflexion, pour abandonner pas à pas la consommation de produits animaux,,.

### L214 Mag
L214 Mag, créé en 2010, est le bulletin qui présente les enquêtes, les actions et détaille les dossiers développés par l'association. Quadrimestriel (édité 3 fois par an), il est disponible gratuitement en version électronique ou papier,.

### Réseaux sociaux
L214 est très présente sur les réseaux sociaux. Qu'ils soient « alarmistes ou humoristiques », ses « contenus diffusés sur Twitter, Instagram, YouTube ou Facebook sont désormais adaptés aux usages des internautes. ».
Selon Carole-Anne Sénit, doctorante en sciences politiques et spécialiste de la gouvernance internationale du développement durable, ce « militantisme 2.0 » sur les réseaux sociaux, a permis à L214, en apportant une « légitimité démocratique » à leurs revendications, « de faire avancer la souffrance animale dans l’espace politique traditionnel ».

## La place de la vidéo dans l'action de l'association

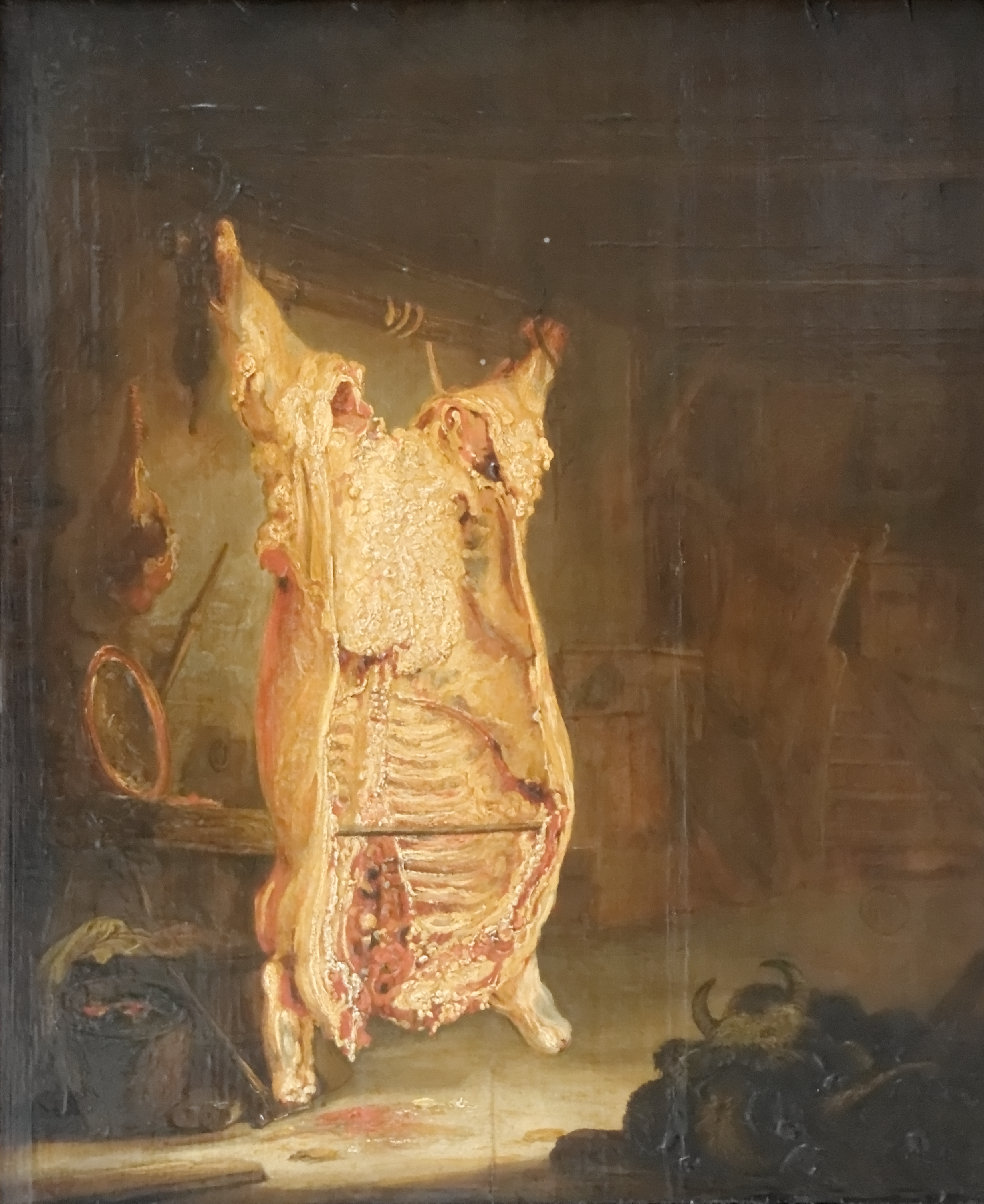
Le Bœuf écorché (Rembrandt, 1640).

Voir les conditions d’exploitation des animaux de rentes, leur traitement et leur mise à mort était encore quasiment impossible il y a peu de temps à l'exception de quelques films comme celui de Georges Franju, Le Sang des bêtes (1949), de Frederick Wiseman, Meat (1976) ou de Jean-Louis Le Tacon, Cochon qui s’en dédit (1979). Avec des organisations militantes comme L124, la connaissance autour de ce sujet se déploie, positionnant dans le même temps la vidéo comme mode privilégié de mise en circulation de cette connaissance. Bien des tentatives avaient été mises en place par des organisations, en particulier aux États-Unis (Animal Liberation Front (ALF), People for the Ethical Treatment of Animals (PETA)) et ceci dès la démocratisation des petites caméras vidéo amateurs Super 8 et surtout VHS. Mais ces images étaient surtout visionnées à des fins de formation interne au sein des organisations. Avec l'arrivée du numérique et d'internet, il est maintenant possible de mobiliser plus largement les citoyens en diffusant ces images sur la toile. C'est ce que va faire L214. En France, l’ampleur du débat qui s’est installé autour de ces vidéos, puis la quantité de reportages ou de publications qui ont suivi, empêche quiconque l’aurait voulu de ne pas être confronté à cette question et ceci, quel que soit l’intérêt qu’il lui porte.
Si le premier objectif de ces vidéos consiste à informer le public, il est question, dans un second temps, de toucher la sensibilité des gens et de faire en sorte qu'ils se mobilisent. En effet, il y a ensemble de représentations de la vie animale qui est communément partagée au sein de la société et qui façonnent des représentations (ce qu'on a lu dans les livres, ce qu'on a vu dans des dessins animés lorsqu'on était enfant...). Ainsi, il apparaît que L214 remplit une fonction de lanceur d'alerte en informant le public, mais comme l'association a choisi de montrer des fragments de réalité pour toucher la sensibilité des gens, il convient de rappeler que L214 reste aussi dans sa position d'acteur militant. Une double posture qui importe pour bien comprendre le fonctionnement de l'association.

## Interventions dans les milieux scolaires et universitaires

### Formation universitaire sur l'éthique animale
À partir du 21 octobre 2019, Dominic Hofbauer, éducateur en éthique animale et coordinateur de L214 Éducation ainsi qu'Arielle Moreau, avocate pour l'association One Voice, sont chargés, en tant qu'intervenants extérieurs et professionnels de terrain, d'assurer, à l'université Rennes-II, les cours d'une nouvelle formation continue sur l'éthique animale, « Animaux et sociétés », d’une durée de 77 heures,. Parmi les 20 profils sélectionnés par l'université sur les 38 candidatures reçues, se trouvent des enseignants du premier et du second degré, et des professionnels de la production et de la protection animale. Dans une question écrite au gouvernement du 21 mai 2019, Marc Le Fur, député des Côtes-d'Armor, dénonce « un parti pris affiché de cette formation », pointant la présence de représentants d'associations antispécistes et l'absence de professionnels des filières animales,.

### Interventions en milieu scolaire

Logo de L214 éducation.

L214 propose des interventions en milieu scolaire à travers son « département éducation », ainsi qu'un magazine qu'elle édite, Mon journal animal, destiné au jeune public et aux enseignants, ouvrage notamment distribué en novembre 2018 dans des établissements scolaires de Corrèze. Cette démarche suscite des critiques de la chambre d’agriculture de Corrèze et de la France agricole, qui dénoncent respectivement « une brochure orientée et sectaire » et un « discours anti-viande ». L'association assure pour sa part que ses sources sont « fiables », que le livret a été relu par « une quinzaine de chercheurs, scientifiques et enseignants qui accréditent les données » et que ce projet vise à « encourager enfants et adolescents à développer une relation aux animaux empreinte de curiosité et de respect ».
Le 17 janvier 2019, une note interne non contraignante émanant du ministère de l’Éducation nationale et du ministère de l’Agriculture appelle les responsables d’établissements scolaires, inspecteurs d’académie et directeurs régionaux d’agriculture, à « privilégier » les « intervenants formés et issus d’associations conventionnées ou agréées par l’Éducation nationale », précisant que « L214, qui défend les droits des animaux, ne s’inscrit pas dans le cadre des ressources pédagogiques utilisées en classe ». La Fédération des conseils de parents d'élèves (FCPE), pour sa part, « ne voit pas d’inconvénient à ce que des associations comme L214 viennent en classe, du moment que les intervenants sont bien encadrés par le corps enseignant ».

## Activités de lobbying
Depuis le 28 décembre 2018, L214 est inscrite au répertoire de la Haute Autorité pour la transparence de la vie publique.

## Campagnes

### Abattage des poussins

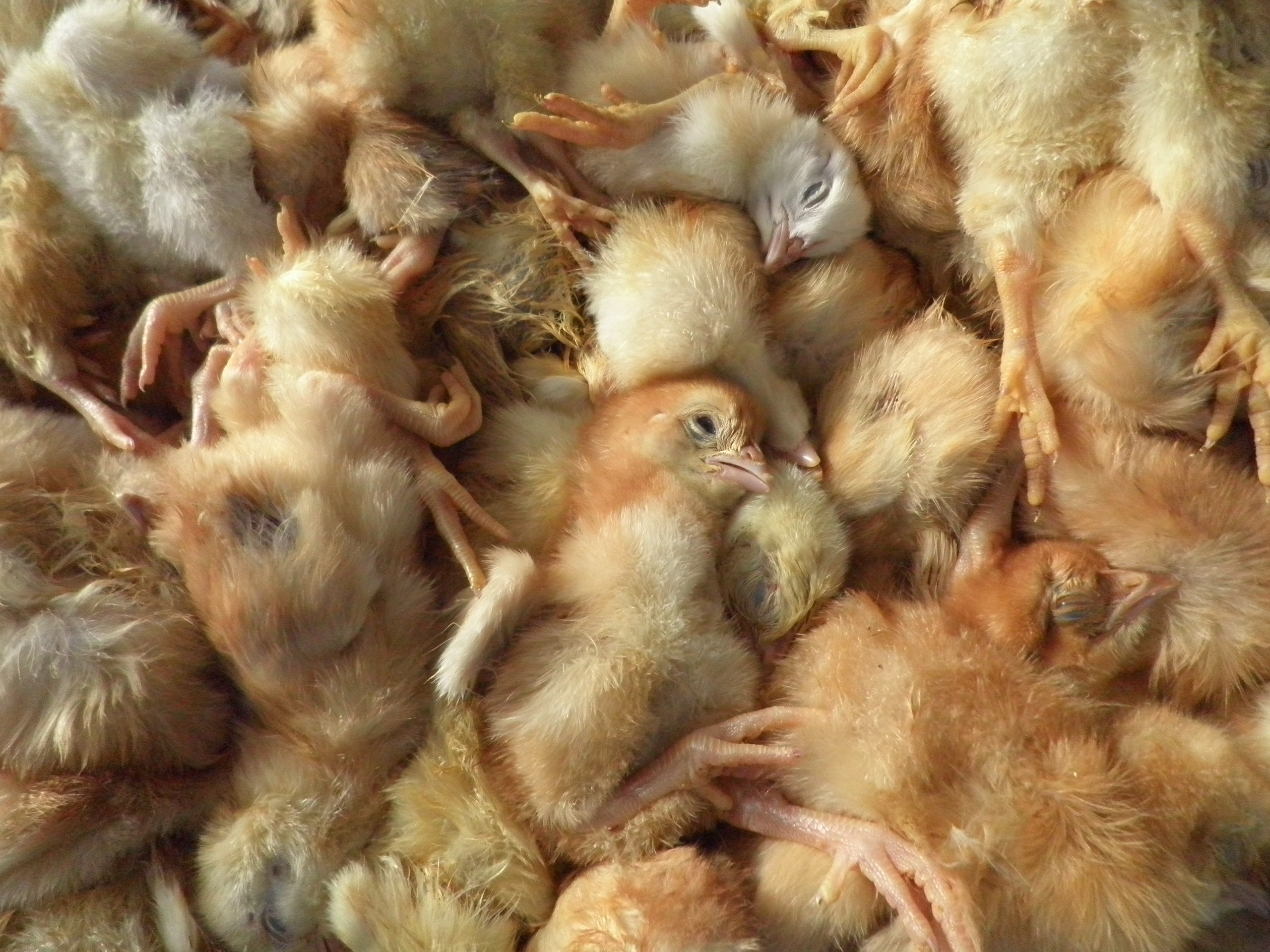
Poussins morts dans un couvoir français en 2014.

En novembre 2014, l’association publie sur son site internet une vidéo tournée dans le couvoir de Saint-François, situé à Saint-Hernin dans le Finistère, où l’on voit des poussins mis dans des sacs plastiques et étouffés, ou des poussins jetés vivants dans des bennes à ordure ou dans un broyeur. Ces images sont largement reprises par les médias. Alors que le broyage des poussins est conforme à la législation en vigueur, la mort par suffocation lente ne l’est pas. Selon une estimation de l’association, environ 100 000 poussins ont été mis à mort en 2014.
L’entreprise, poursuivie par l’association en tant que personne morale, et son dirigeant, Daniel Glevarec, sont condamnés pour mauvais traitements envers un animal, par le tribunal correctionnel de Brest le 8 mars 2016, à 19 000 € d'amende. En revanche, Daniel Glevarec est relaxé des faits de « destruction volontaire et sans nécessité d’animal domestique » car le tribunal a considéré que ces faits ont été commis par les employés et non par le dirigeant.
L'association lance alors une campagne intitulée Un animal, pas un déchet, s'appuyant sur ces images tournées dans un couvoir breton. Elle dénonce le sexage (triage selon le sexe) et le sacrifice à la naissance des poussins mâles de race pondeuse. En effet, les poules pondeuses et les poulets de chair sont issus de deux races différentes, l’une optimisée pour la ponte, l’autre pour la croissance musculaire. Pour cette raison, élever pour leur chair des poussins mâles de race pondeuse n’est pas rentable.

### Foie gras

#### Élevage Ernest Soulard

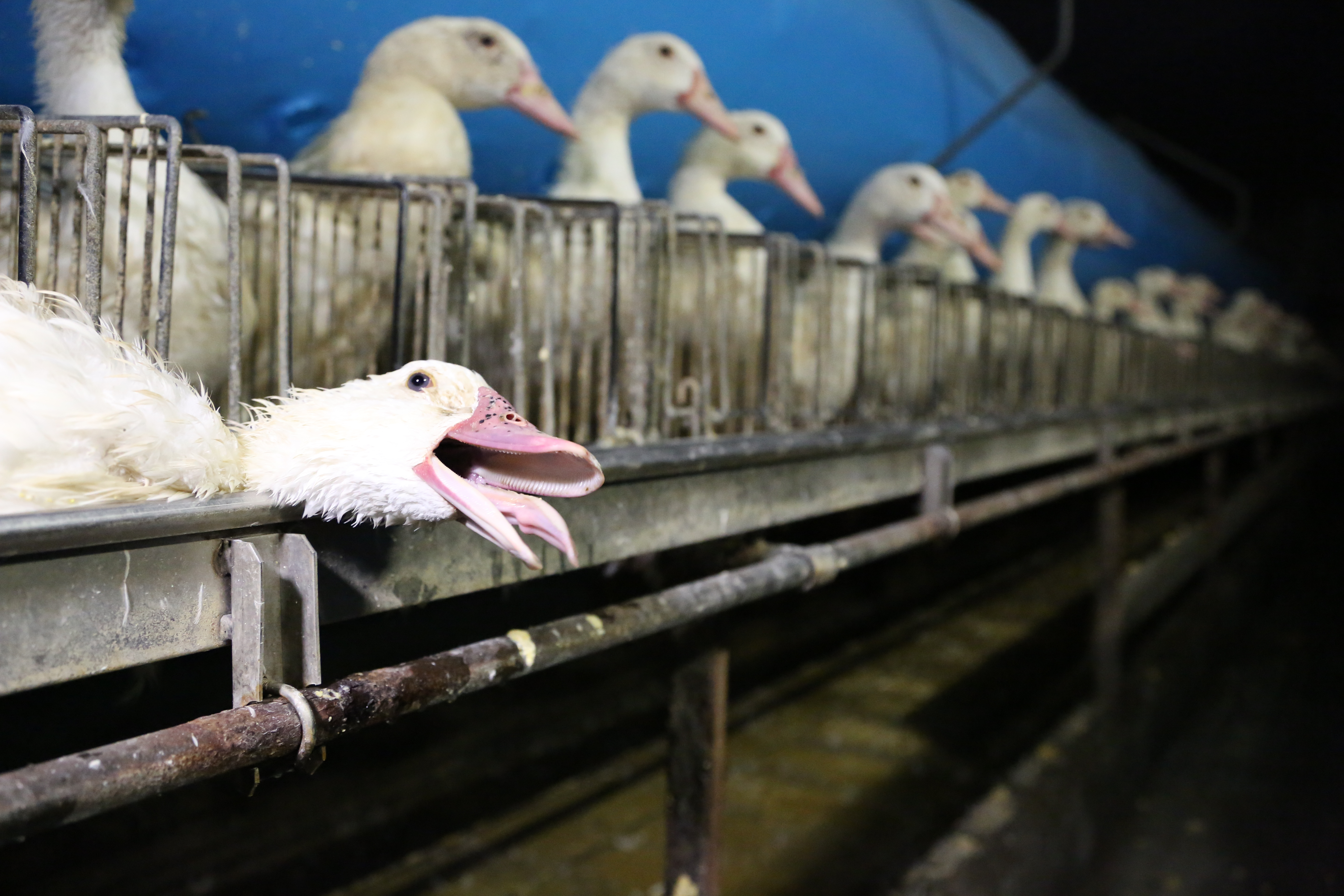
Image de la vidéo filmée à l'élevage Ernest Soulard, en novembre 2013.

En novembre 2013, une enquête menée par L214 dans différents bâtiments de gavage de la société Ernest Soulard, fournissant en foie gras des restaurants étoilés et palaces parisiens, est médiatisée. Devant la polémique, le chef Joël Robuchon, ciblé par l'association, suspend son approvisionnement auprès d'Ernest Soulard, « dans l'attente qu'il soit démontré que les animaux ne sont pas maltraités comme dans la vidéo qui a été diffusée »,, tandis qu'Alain Ducasse, également visé par la campagne de L214, continue à se fournir auprès de la société.
Le 22 janvier 2015 un procès opposant la société Ernest Soulard et L214 se tient au tribunal de grande instance de La Roche-sur-Yon, l'association ayant déposé plainte contre Ernest Soulard pour sévices graves et maltraitance envers les animaux. Ernest Soulard poursuit L214 pour « dégradation légère » liée à la pose d’une caméra dans l’un de ses bâtiments d’élevage, ce que conteste l'association. La pratique du gavage en elle-même est remise en cause durant le procès par L214 et lors de l'audience, le procureur de la République déclare au tribunal : « L214 a pris possession de votre prétoire pour en faire un outil de communication. Aucun élément ne permet d'entrer en voie de condamnation. ». Le tribunal relaxe l'entreprise et condamne l'association à verser 5 000 € de frais de justice. Les dégradations commises chez le producteur font l'objet d'une enquête pénale et sont requises « des amendes de 10 000 € à l'encontre de L214 et de 2 000 € contre son porte-parole pour recel de dégradations ».
Le 26 septembre 2016, la cour d'appel d'Angers confirme le jugement du tribunal correctionnel relaxant le président de L214 ; le producteur de foie gras Ernest-Soulard l’accusait de diffamation à la suite de la réalisation d’un film dans ses salles de gavage. La cour retient la bonne foi des militants, le sérieux de l’enquête réalisée par L214 et rejette les allégations de trucage des vidéos de l’association.

#### Couvoirs du Saison

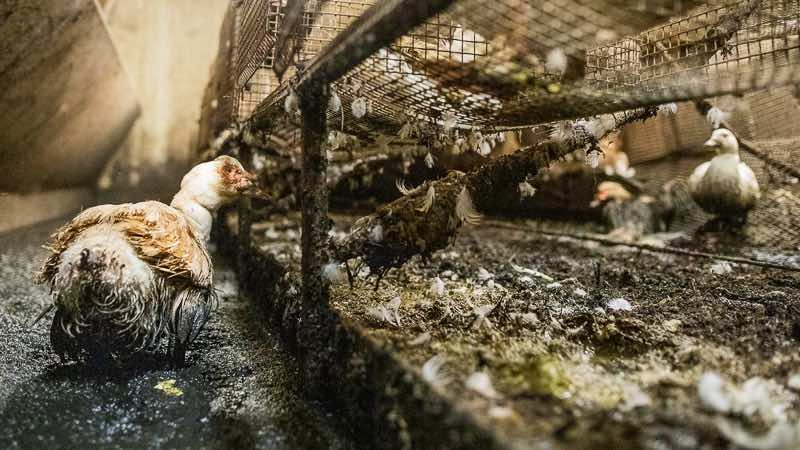
Couvoir du Saison, août 2020 - Un canard patauge au sol dans une mare de déjections.

Le 19 août 2020, L214 publie une vidéo tournée quelques jours auparavant, à Lichos, dans les Pyrénées-Atlantiques, dans les Couvoirs du Saison, un site d'élevage de canards de Barbarie mâles reproducteurs utilisés pour la filière foie gras du Sud-Ouest, enquête dans laquelle elle déplore les conditions « désastreuses » et d'« extrême vétusté » dans lesquelles ces animaux sont entassés, qualifiant ce lieu de « pire élevage » qu'elle ait eu à dénoncer depuis sa création,. De plus, l'association pointe du doigt les risques environnementaux autour de cette exploitation, constatant qu' « une couche d’excréments liquides déborde à l’extérieur du bâtiment et pollue un cours d’eau situé à proximité et classé Natura 2000 », et interpelle « sur les risques sanitaires représentés par un élevage où les cadavres et les déjections ne sont pas gérés »,. L'association porte plainte auprès du tribunal de grand instance de Pau pour « cruauté envers animaux, abandon, et atteinte à l'environnement. » et, pointant du doigt le manque de contrôles effectués par les services vétérinaires du département, exige la fermeture « urgente et définitive » de l'exploitation,,.
Le 20 août 2020, en réaction aux accusations de L214, Aurore Vidal, une copropriétaire de cette exploitation « familiale » déclare que cette vidéo est « fausse, mensongère et malhonnête » et annonce son intention de porter plainte pour « diffamation et entrée par effraction » contre L214,. Dans un communiqué, le Ministère de l'Agriculture demande au préfet « une mise en demeure de l'élevage pouvant aller jusqu'à une suspension d'activité » et annonce l'ouverture d'une procédure judiciaire parallèle. La préfecture des Pyrénées-Atlantiques ordonne la fermeture d'un bâtiment de l'élevage pour insalubrité et prononce une « interdiction totale et immédiate de l'exploiter jusqu'à sa remise aux normes ».
Le 21 août 2020, les services de l’État, constatant « d’autres non-conformités au plan sanitaire et en matière de protection animale », et notamment « l’existence d’un site non-déclaré et d’un site déclaré sans activité mais dont l’état d’abandon fait peser des risques sanitaires et pour l’environnement  », les préfectures des Pyrénées-Atlantiques et des Landes annoncent la fermeture administrative de l’ensemble des trois exploitations de l’éleveur de canards,.

#### Elevage de l'Isle-Bouzon
Le 23 février 2022, L214 publie une vidéo de 5 minutes, filmée en novembre et décembre 2021 dans un élevage de la commune de L'Isle-Bouzon dans le Gers, pour dénoncer les conditions de gavage des canards à l'intérieur de cages collectives grillagées. De plus, lors des transports, « dans les caisses de transport empilées, rien n’est fait pour éviter que l’urine et les fèces des canards s’écoulent sur ceux qui sont placés aux niveaux inférieurs ».
Le 24 février 2022, l'association porte plainte pour maltraitance contre l'éleveur et également contre la société de transport. Le procureur de la République d'Auch (Gers) ouvre une enquête pénale pour « maltraitance à animal par professionnel ». Dans le même temps, le collectif des « Canards en colère » des éleveurs de canards compte déposer plusieurs plaintes contre L214, notamment pour intrusion et diffamation.

### Lapins

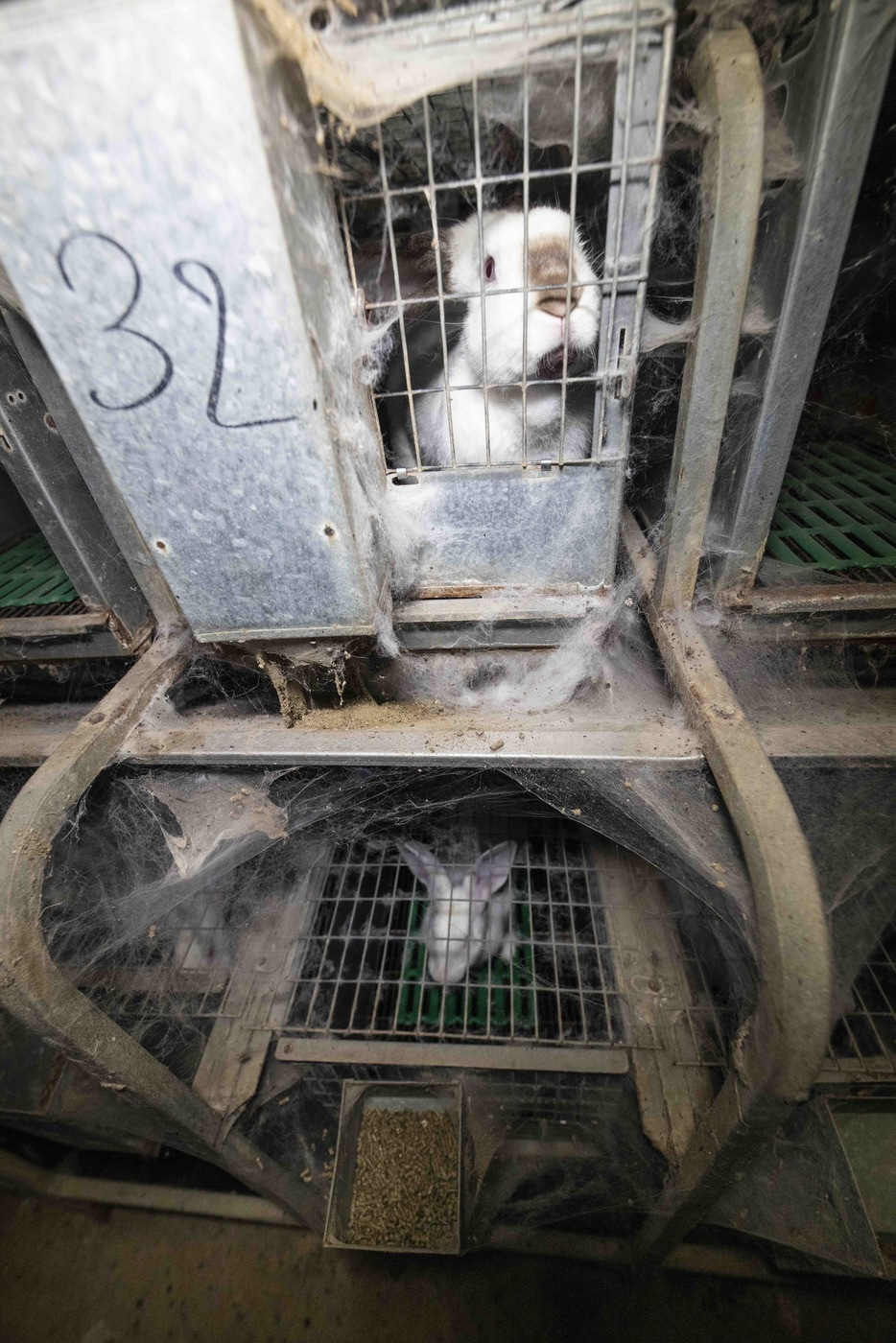
Photo de lapins reproducteurs en cages, prise par L214 en août 2020 dans un élevage intensif d’Augan.

Le 29 septembre 2020, deux jours avant l’examen par la Commission des Affaires économiques de l’Assemblée nationale d'une proposition de loi portant sur des « mesures d’interdiction de certaines pratiques génératrices de souffrances chez les animaux », L214 diffuse une enquête tournée fin août dans un élevage intensif de lapins situé dans la commune d’Augan, dans le Morbihan, montrant notamment « des lapins entassés dans ces cages, sans accès à l’air libre, d’autres gisant sur des déjections ou jetés dans des poubelles ». L'association qui dénonce les conditions déplorables dans lesquelles ces 40,000 lapins sont élevés, notamment les cages surpeuplées, le sol grillagé, et le taux de mortalité élevé, ne relève pas d’atteinte à la réglementation car « il n’existe pas de réglementation spécifique pour les élevages de lapins, comme cela peut être le cas pour les poules pondeuses ». Selon L214, « quelque 99 % des 30 millions de lapins abattus chaque année en France sont élevés en batterie de cages »,,. Dans un communiqué publié le même jour, le Comité Lapin Interprofessionnel pour la Promotion des Produits dénonce « l'idéologie antispéciste et abolitionniste des activistes de L214 qui visent l'arrêt de la consommation de viande et de tout type d'élevage en instrumentalisant l'émotion des consommateurs avec des images volées et des montages volontairement anxiogènes ».

### Poules pondeuses

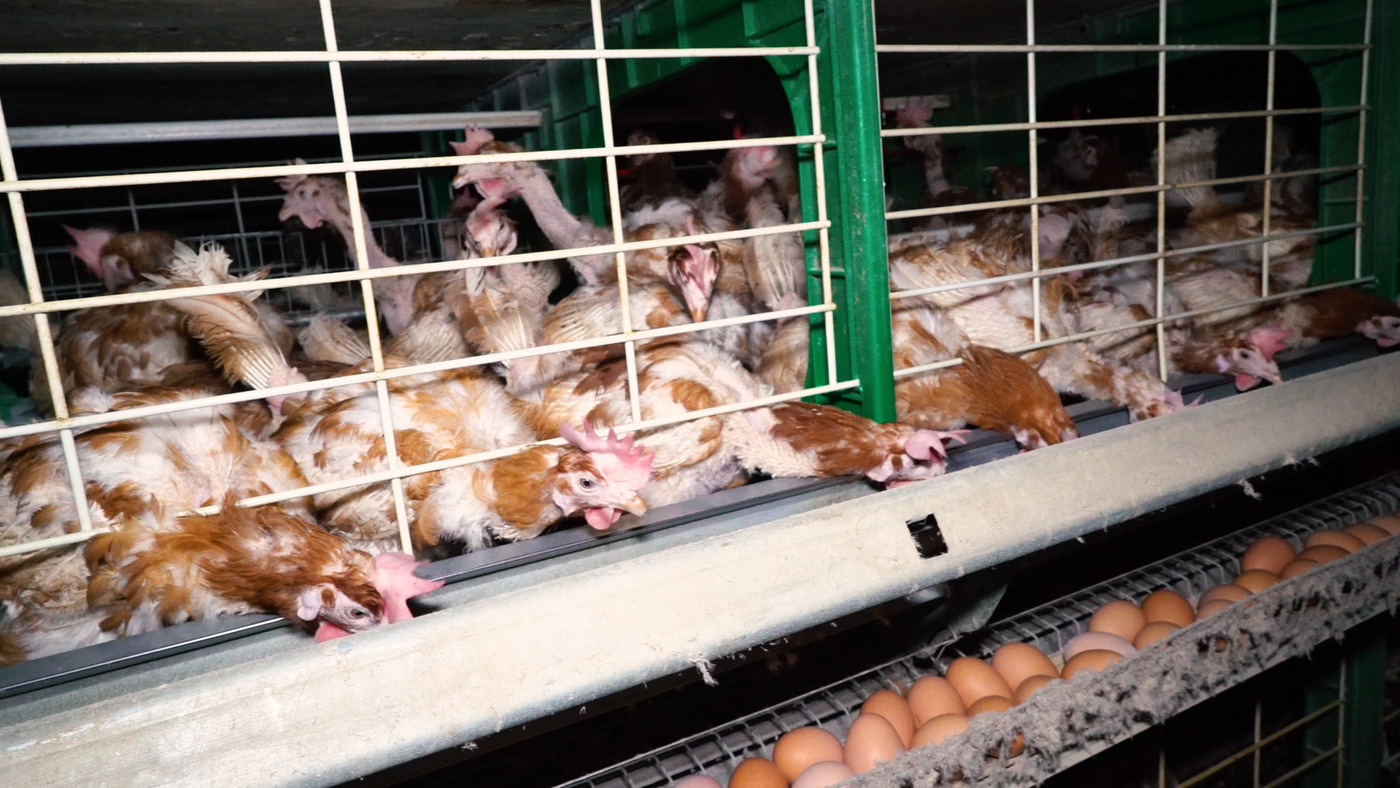
Photo de poules pondeuses en cage, en novembre 2018.

En février 2013, à la suite d'une présence répétée des militants de L214 devant les magasins Monoprix de plusieurs grandes villes, l'enseigne annonce sa décision de cesser de commercialiser sous sa propre marque des œufs de poules élevées en cages à partir d'avril 2013, au profit d'œufs de poules élevées en plein air.
Le 25 mai 2016, L214 diffuse une vidéo dénonçant les conditions de vie des poules pondeuses dans un élevage de l'Ain, le GAEC du Perrat, dans lequel s'approvisionne la marque Matines (groupe Avril), distribuée par Auchan, Carrefour, Casino, Intermarché et Super U. Les images montrent que cet élevage situé à Chaleins ne respecte ni la réglementation sanitaire, ni la réglementation sur le bien-être animal. Cette diffusion est assortie d'une plainte pour maltraitance déposée au tribunal de grande instance de Bourg-en-Bresse. Le 27 mai 2016, le préfet ordonne que les bâtiments soient vidés et nettoyés sous un délai de trois semaines, signifiant la fin de l'exploitation, déjà en très grande difficulté économique,.
À partir de l'été 2016, différents distributeurs et groupes de restauration collective s'engagent à ne plus vendre ou servir d’œufs issus de poules élevées en cage. Sodexo annonce ainsi dans un communiqué de presse le 25 juillet 2016 que le groupe s'approvisionnera en œufs (coquille et liquide) de poules provenant d’élevages alternatifs (en bâtiment au sol ou en plein air) à l'échelle mondiale d'ici 2025.
Le 11 décembre 2017, l'association publie une nouvelle vidéo, présentée par Stéphane Bern, dénonçant les dérives d'un élevage des Côtes-d'Armor et porte plainte pour mauvais traitements auprès du tribunal de grande instance.
Le 20 mai 2018, L214 publie une vidéo présentée par l'actrice Sophie Marceau, dénonçant les conditions de vie des poules dans un élevage des Côtes-d'Armor. Cette publication a lieu deux jours avant la discussion par les députés d'un projet de loi « Agriculture : équilibre des relations commerciales dans le secteur agroalimentaire » dans lequel ils se prononceront notamment pour ou contre l'élevage de poules en batterie,, la surveillance vidéo en abattoir ayant déjà été supprimée du projet de loi.

### Poulets

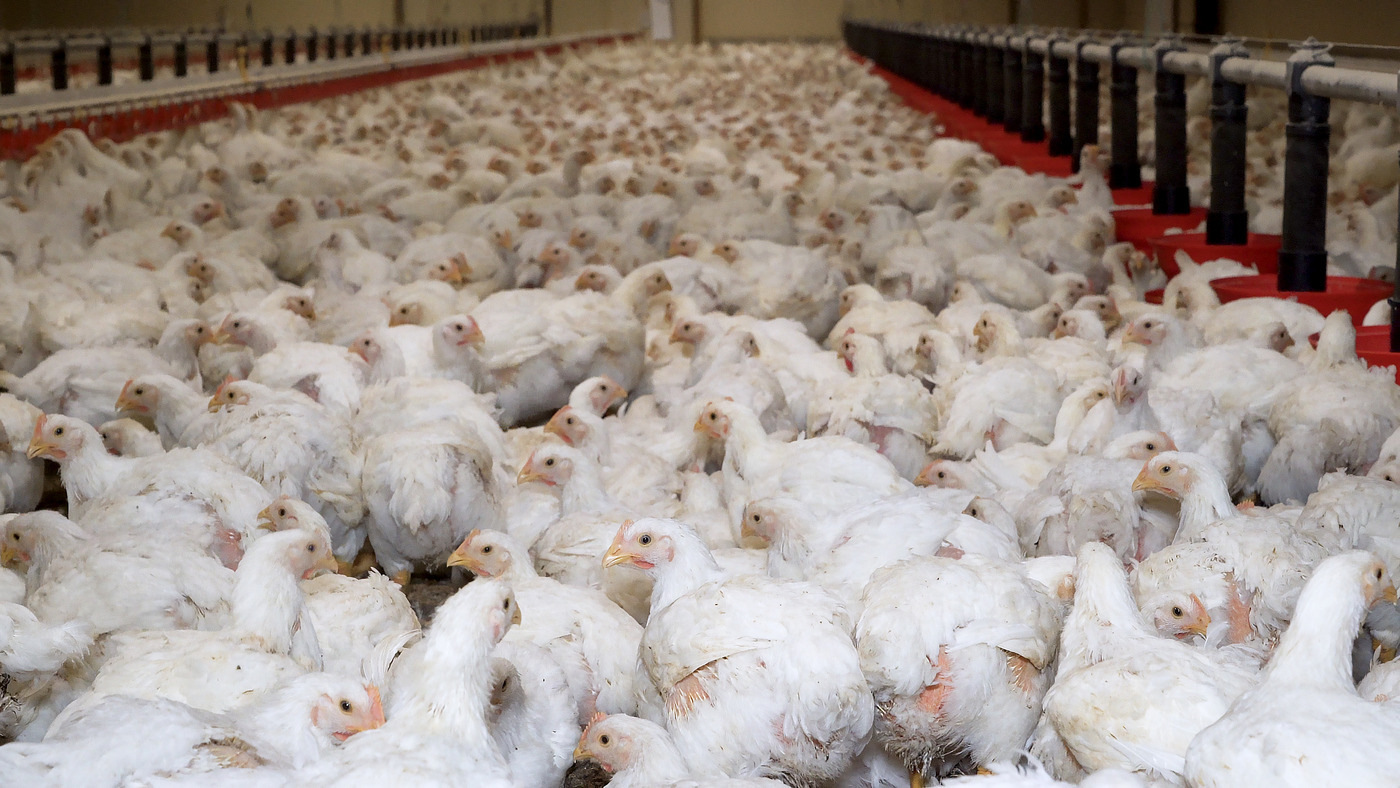
Élevage de poulets fournissant la marque Maître Coq (France).

#### Maître Coq
Le 12 juin 2018, L214 publie de nouvelles images d'élevage intensif de poulets. Les oiseaux sont alors destinés à être commercialisés sous la marque Maître Coq. L'exploitation vendéenne dont sont issues les images est également un élevage pédagogique accueillant de futurs professionnels en formation. 30 000 poulets y sont enfermés et présentent des mêmes problématiques que dans la précédente enquête (poulets qui peinent à se lever ou à se déplacer du fait de la sélection génétique, animaux morts et non ramassés...). L'association dénonce également la présence permanente d'antibiotiques dans la nourriture des animaux.
À l'occasion de cette deuxième vidéo, L214 lance officiellement une nouvelle campagne contre l'élevage intensif de poulets de chair.

#### Lidl
Le 21 juillet 2020, au motif que Lidl est « l'un des derniers distributeurs à ne pas s'être engagé contre la cruauté animale dans les élevages et les abattoirs », L214 lance une campagne dénonçant les conditions d’élevage et d’abattage des poulets que commercialise l'enseigne, en détournant sous la forme de clips parodiques les publicités de l’enseigne, mais aussi à l'aide d'actions de rue, d'une campagne d’affichage devant les magasins de plusieurs villes de France, ainsi que d’une pétition en ligne. Quatre jours plus tôt, le 17 juillet 2020, l'enseigne, probablement avertie de cette campagne, avait annoncé dans un communiqué, « se donner tous les moyens pour remplir les critères » du cahier des charges de l’European Chicken Commitment (ECC) visant à améliorer les standards d’élevage et d’abattage de la filière avicole, émettant toutefois des réserves sur la possibilité, pour cette dernière, d'atteindre avant 2026 les objectifs visant à réduire la densité des poulets dans les bâtiments et à cesser d'utiliser des poulets à croissance rapide,.

#### Restauration rapide
Le 5 novembre 2022, des dizaines voire une centaine de militants de l'association L214 sont entrés dans un restaurant de la franchise Burger King revêtus de masques de poulet couvrant toute leur tête. De par leur nombre, ils sont alors serrés au sein du fast-food : l'objectif de l'action était de rendre visible le manque d'espace imposé aux poulets élevés de manière industrielle. Cette action a également permis à L214 de communiquer sur une pétition qu'elle a lancé à peu près au même moment. La pétition demande que Burger King s'engage « contre la cruauté envers les poulets ».

### Poissons
Le 30 mars 2019, à l'occasion de la journée mondiale pour la fin de la pêche, l'association organise un happening de quatre heures dans une quarantaine de villes pour réclamer l’abolition de la pêche,, dénonçant la destruction des fonds marins par les techniques modernes de pêche, « l’agonie des poissons », les prises accessoires, et le fait que « chaque année, mille milliards d’animaux marins sont tués dans le monde pour l’alimentation. ».

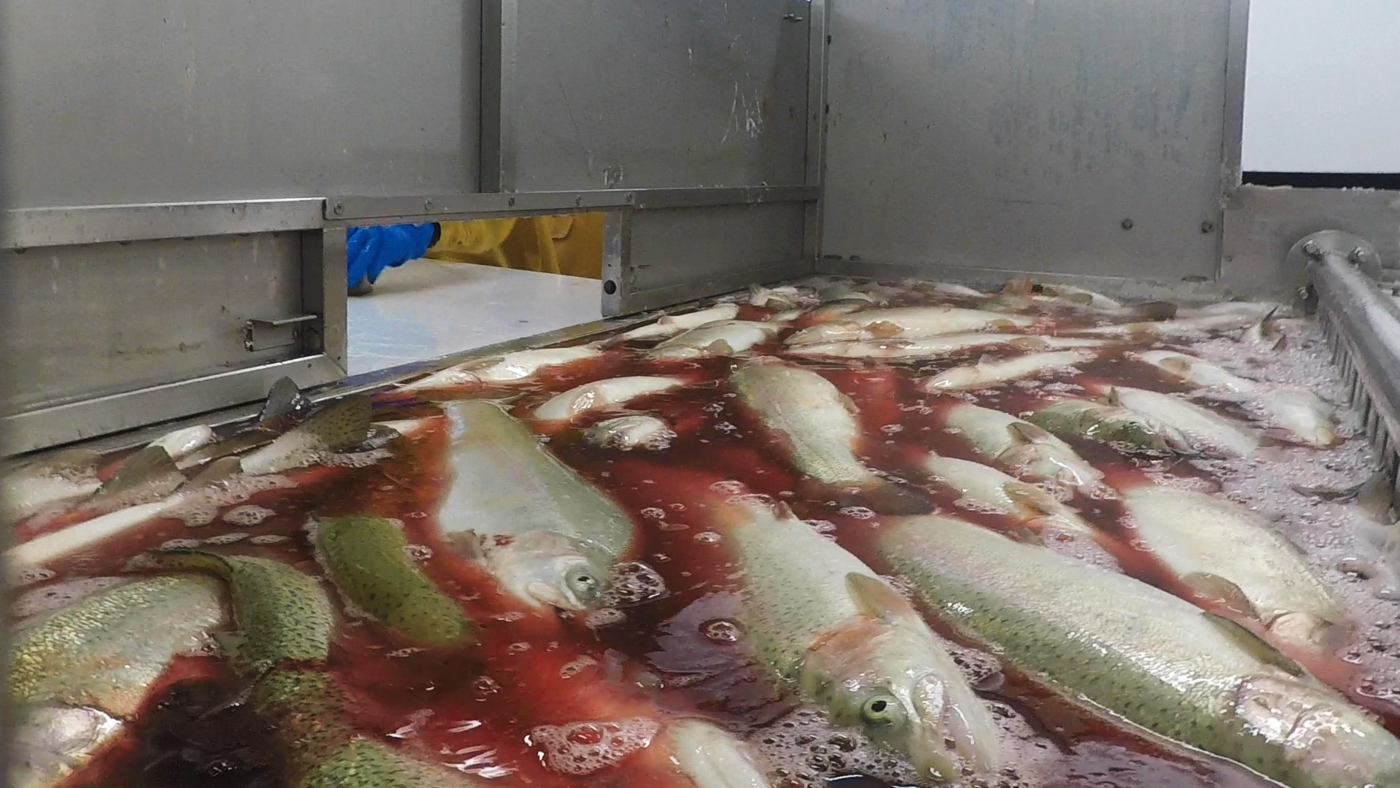
Truites à l'abattoir d'Aqualande (enquête L214).

En novembre 2018, pour la première fois, l'association L214 lance une enquête visant à dénoncer les dessous de l'aquaculture. Au travers de cette enquête, l'association L214 dénonce certaines pratiques courantes en élevage de truites et qu'elle juge méconnues du grand public : les densités élevés dans les bassins, entraînant notamment un manque d'oxygène pour les animaux et la présence de nombreux animaux stressés, blessés ou malades.
L'association dénonce également les méthodes d'abattage des poissons qui, contrairement aux animaux terrestres, ne sont pas concernés par l'obligation d'étourdissement avant la saignée. Sur la vidéo d'enquête, les truites sont déchargées brutalement et leur mise à mort s'effectue par asphyxie au CO2, une méthode qu'elle juge cruelle.

### Roquefort

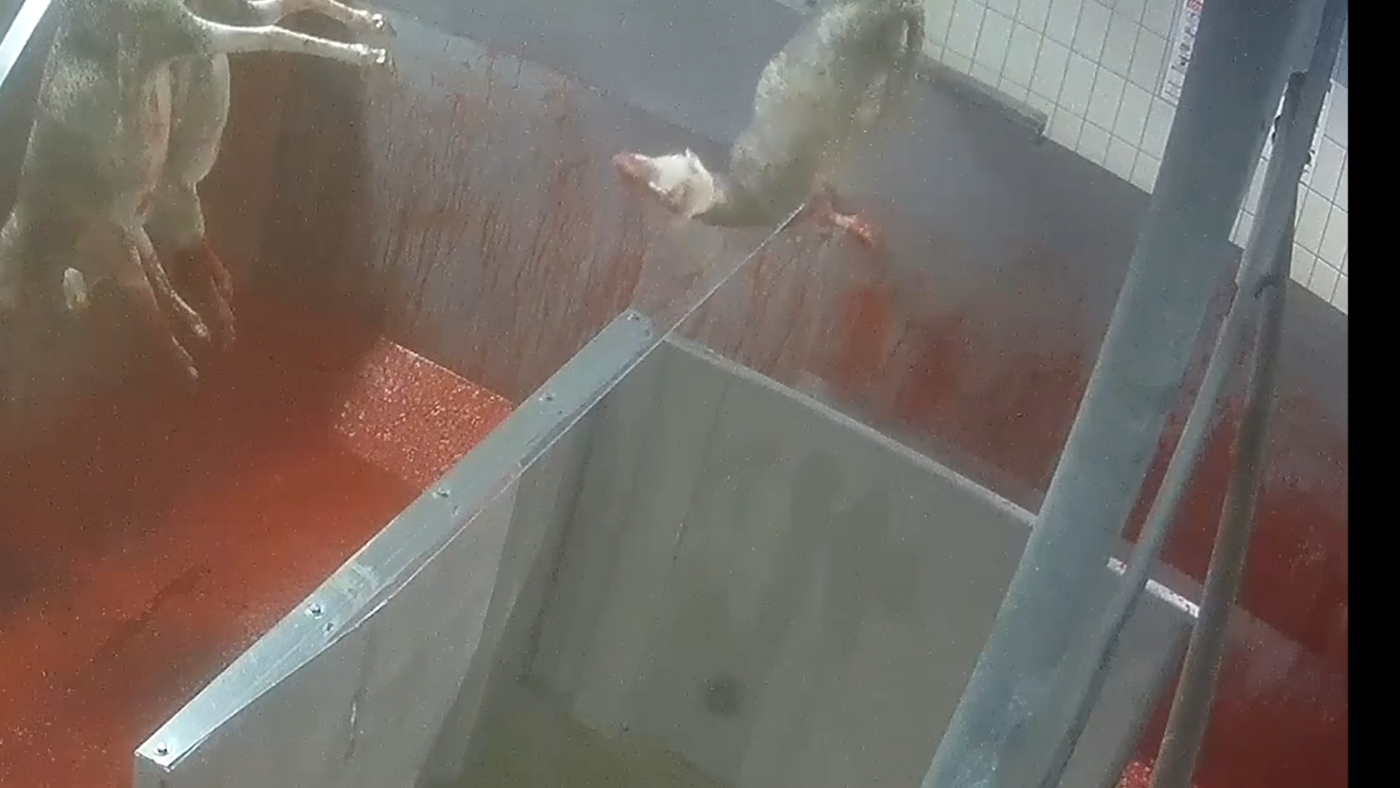
Extrait de la vidéo intitulée « Roquefort : souffrance d’origine garantie » en 2020.

Le 24 juin 2020, l'association diffuse une vidéo intitulée « Roquefort : souffrance d’origine garantie », tournée début 2020 dans un élevage et un abattoir d'ovins près de Rodez en Aveyron, dénonçant les conditions d’engraissement et d’abattage de centaines de milliers d’agneaux, « sous-produits » de l’industrie laitière liée à la production du roquefort, et notamment « le non-étourdissement des bêtes avant les égorgements et des conditions d'élevage indignes, avec des animaux privés de soins »,. L214 annonce porter plainte pour « sévices graves » contre l'abattoir Arcadie Sud Ouest, déjà épinglé, selon l'association, par les services vétérinaires quatre ans auparavant pour « non-conformités majeures », et réclame « la fermeture d’urgence de l’abattoir, qui présente de graves problèmes structurels et des pratiques d’abattage grandement déficientes ». Elle enjoint par ailleurs la Confédération générale des producteurs de lait de brebis et des industriels de roquefort à modifier le cahier des charges de l'appellation d'origine roquefort afin qu'il soit « interdit d’enfermer les agneaux toute leur vie dans des bâtiments fermés sans accès au pâturage. », demande balayée par son président, l’éleveur Jérôme Faramond, qui rappelle que « ses adhérents font du fromage, pas de la viande »,.
En réaction à la polémique suscitée par cette enquête qui « jette le discrédit sur la filière roquefort », le ministre de l'Agriculture Didier Guillaume qui « salue L214 d'avoir fait cette vidéo » et « regrette que nous ne puissions pas assez le faire en interne »,, dénonce « des pratiques inacceptables avec des manquements graves aux règles de protection animale » et ordonne « la suspension immédiate de la chaine ovine de l’abattoir et diligente une inspection complète » tout en demandant aux Français « de rester fidèles au roquefort et à l'agneau. ».

## Affaires de maltraitances au sein d'abattoirs français
L214 est surtout connue pour avoir révélé des affaires de maltraitances, vidéos à l'appui, dans plusieurs abattoirs français dont certains ne respectent pas la réglementation.

### Les différentes enquêtes menées par L214

#### Abattoir de Metz

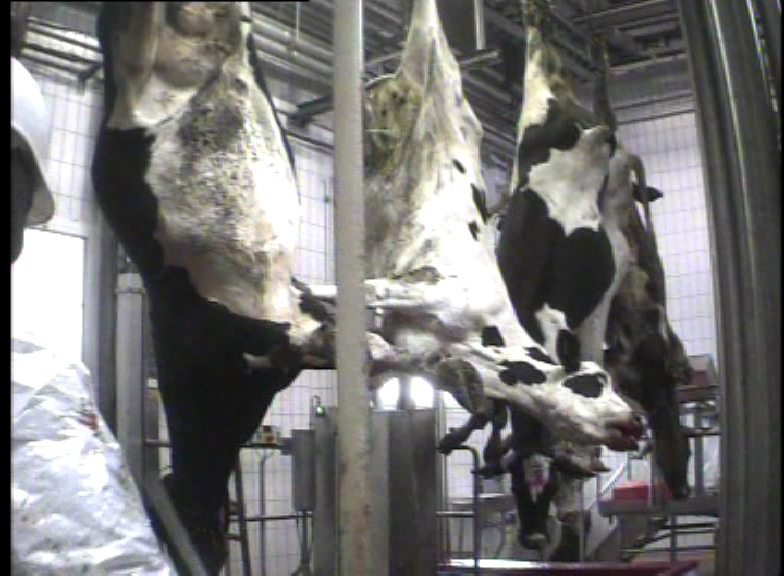
Image de la vidéo filmée à l'abattoir de Metz, en septembre 2008.

En septembre 2008, L214 mène une enquête à l’abattoir Charal de Metz (Moselle), conduite et filmée en caméra cachée par le militant Sébastien Arsac, recruté par la société Charal en qualité d'ouvrier d'abattoir. Selon l'association, deux demandes préalables de visites lui auraient été refusées, par un courrier dans lequel la société Charal déclare avoir « fait de la protection animale un volet central et spécifique de sa politique de qualité ». L'enquête filmée montre l'abattage des bovins qui, selon l'association, « ne respecte pas la réglementation en vigueur et entraîne des morts insoutenables ».
Le ministre de l'Agriculture, Bruno Le Maire demande alors un audit général sur les abattoirs français.
L214 porte plainte contre la société Charal en septembre 2009 pour cruauté envers les animaux. Charal met L214 en demeure de retirer la vidéo de ses sites internet, porte plainte pour violation de site, et conteste les accusations portées par l'association. La plainte déposée par L214 est finalement classée sans suite.

#### Abattoir d'Alès

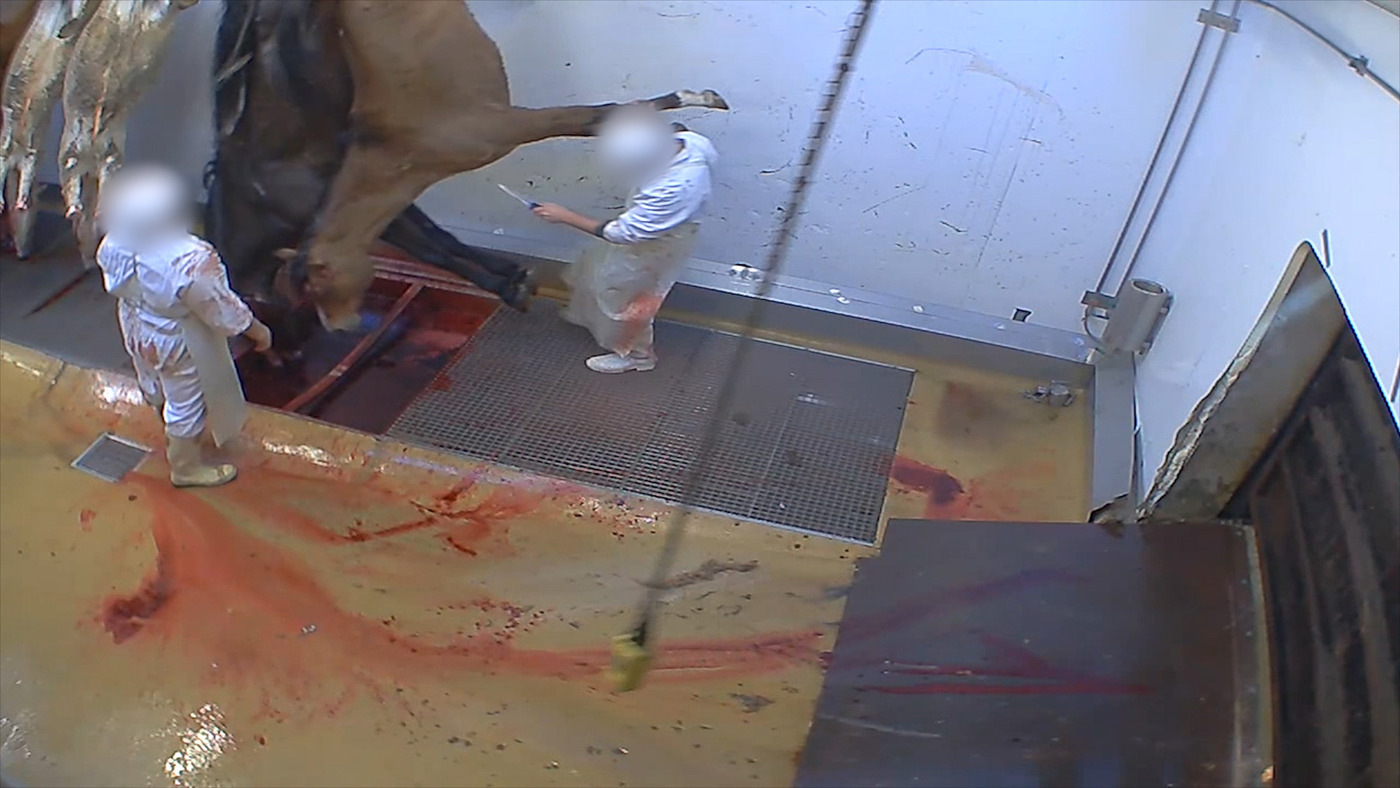
Image de la vidéo filmée à l'abattoir d'Alès, en octobre 2015.

En octobre 2015, l'association diffuse une vidéo montée à partir de plusieurs heures de rushs filmés en caméra cachée dans l'abattoir municipal d'Alès dans le Gard avec un commentaire de l'actrice Hélène de Fougerolles. On y voit l'abattage de chevaux, cochons et bovins dans de mauvaises conditions d'hygiène et de bien-être animal (étourdissement défaillant). De plus, d'après un expert auprès des tribunaux, les risques sanitaires sont « considérables » car des animaux sont « maculés de matière fécale ».
Les images reprises par de nombreux médias poussent le maire de la commune, Max Roustan (LR), à fermer l'abattoir à titre conservatoire et le parquet à ouvrir une enquête pour cruauté envers les animaux. D'après la préfecture du Gard, une enquête des services vétérinaires avait déjà constaté plusieurs manquement le 4 septembre, dans le cadre des visites annuelles programmées. En avril 2016, Max Roustan indiquera à propos de L214 qu' « une association qui va aussi loin, c'est du terrorisme, c'est carrément du terrorisme ».

#### Abattoir du Vigan

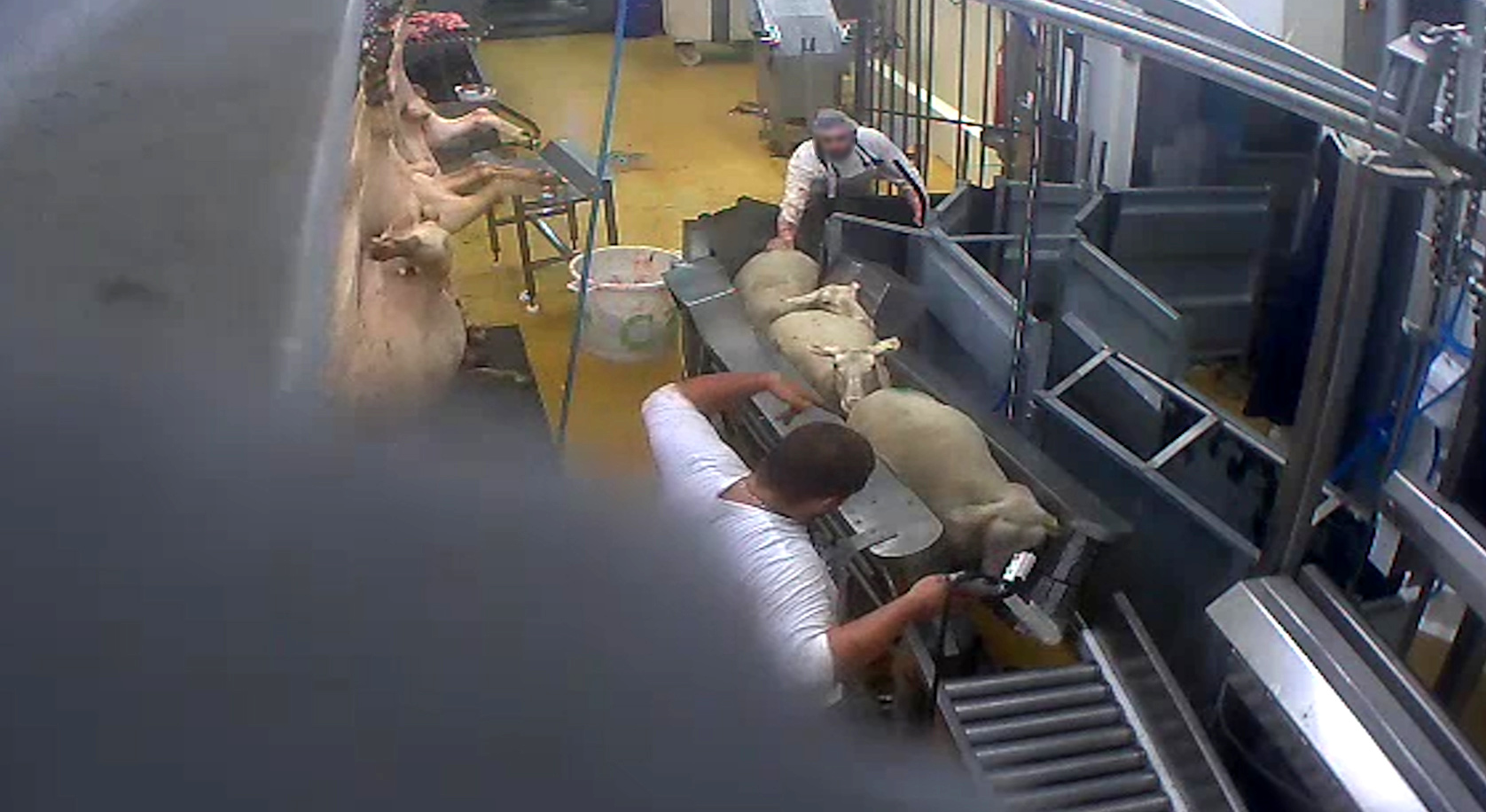
Image de la vidéo filmée à l'abattoir du Vigan, en février 2016.

En février 2016, l'association révèle une nouvelle affaire sur un abattoir de la commune du Vigan dans le Gard. Une vidéo montre l’abattoir municipal où des moutons sont violemment jetés, des employés ricanant et infligeant des décharges électriques à des cochons et des porcelets mal étourdis, des vaches et des bœufs conscients et suspendus agonisants. Ce petit abattoir de campagne est spécialisé dans la vente directe et est certifié bio par l'organisme Ecocert. L'association dénonce l'utilisation de matériel défaillant, un personnel incompétent et des services vétérinaires absents. Nili Hadida, chanteuse du groupe Lilly Wood and the Prick, présente et commente la vidéo.
Le procureur de la République d’Alès annonce l’ouverture d’une enquête préliminaire. Les élus responsables de la communauté de communes du Pays viganais décident, le 23 février, de la fermeture de l'abattoir, ainsi que de la suspension provisoire du personnel, à titre conservatoire. La non-application des lois dans les abattoirs est fustigée, certains observateurs les décrivant comme des lieux de non-droit. Le 21 mars, après presque un mois de fermeture, l'abattoir rouvre partiellement pour les ovins et caprins, sur une décision du président de la communauté de communes dont dépend l'établissement. Une commission d'enquête parlementaire sur « les conditions d’abattage des animaux de boucherie dans les abattoirs français » est créée le 22 mars à l'Assemblée nationale, à l'initiative du député PS Olivier Falorni, celle-ci se réunit pour la première fois le 6 avril.
Le procès de l'abattoir du Vigan, le premier ayant à juger de sévices dans un abattoir en France, s'ouvre le 23 mars 2017 à Alès. Lors de ce procès, trois personnes physiques (employés et anciens employés de l'abattoir) et une personne morale (la communauté de communes gestionnaire de l'abattoir) sont poursuivies. L214, représentée par Hélène Thouy (avocate et cofondatrice du Parti animaliste, la Fondation 30 millions d’amis et la Société protectrice des animaux se sont constitués parties civiles. Le 28 avril suivant, le tribunal inflige à un employé une peine de huit mois de prison avec sursis et 600 € d'amende pour « sévices graves ».
En 2018, les éleveurs créent une coopérative pour gérer l'abattoir et ils s'occupent également de l'abattage de leurs animaux. Selon L214, l'abattoir est devenu un modèle.

#### Abattoir de Mauléon-Licharre

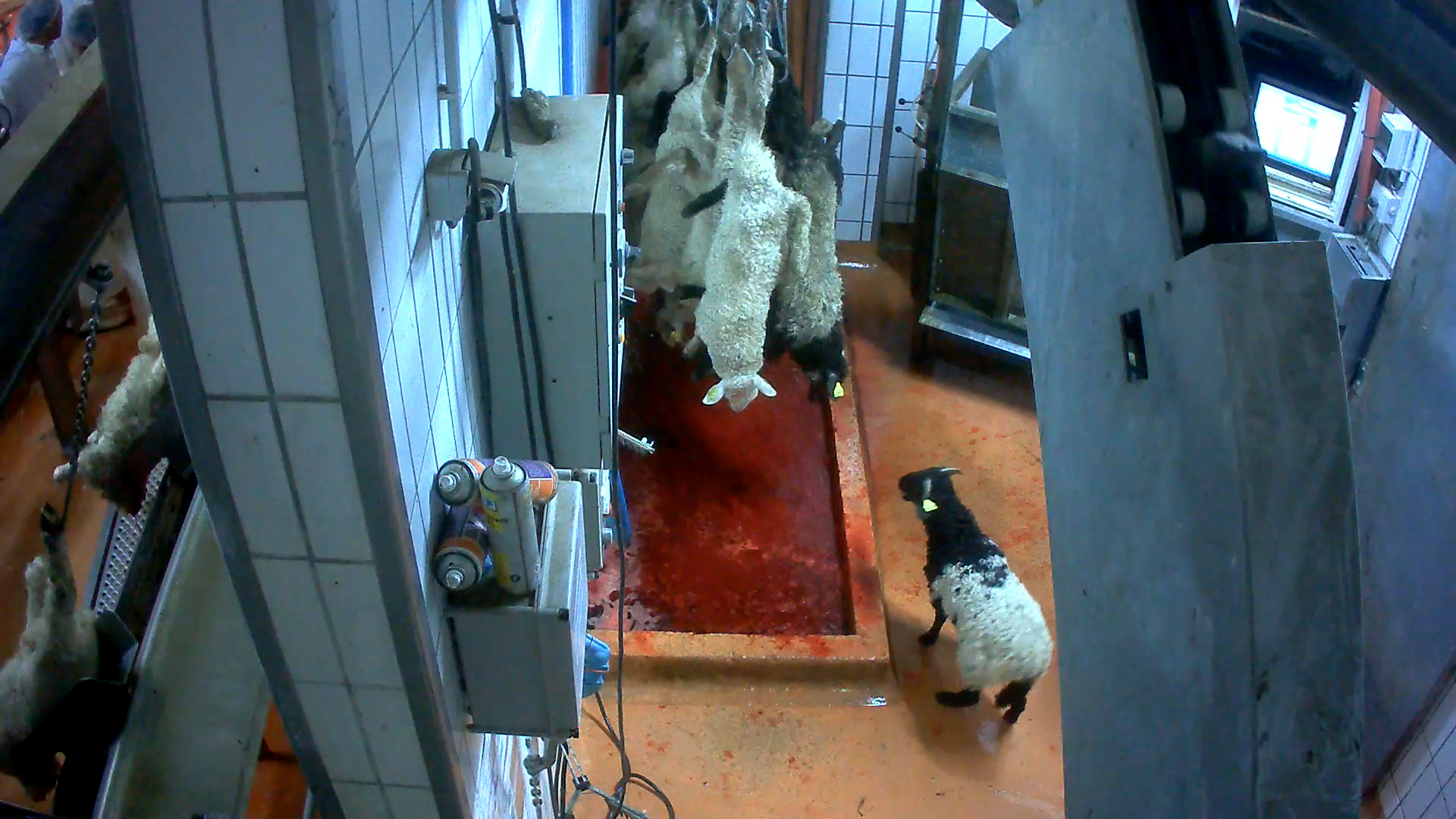
Image de la vidéo filmée à l'abattoir de Mauléon-Licharre : abattage d'agneaux, en mars 2016.

Le 29 mars 2016, l'association dévoile un nouveau cas de maltraitance animale dans un abattoir, situé à Mauléon-Licharre, l'abattoir intercommunal du Pays de Soule, dans les Pyrénées-Atlantiques. Cet établissement abat notamment des animaux issus des filières biologique et Label rouge. Sur une vidéo présentée par l'écrivain Jean-Baptiste Del Amo, on peut voir des pratiques d’abattage de bovins, de veaux et surtout d’agneaux de lait — agneaux de moins de 45 jours non sevrés et consommés traditionnellement à Pâques — a priori non conformes à la réglementation. L’association dépose plainte auprès du procureur de la République de Pau pour faits de maltraitance, de sévices graves et d’actes de cruauté.
Le maire de la commune de Mauléon-Licharre, décide de fermer l’établissement « pour une durée indéterminée, à titre conservatoire » afin qu’une enquête puisse être menée.
Le député PS Olivier Falorni estime alors que « les abattoirs sont encore des lieux trop opaques », saluant le rôle de lanceur d'alerte de l'association. Le ministre de l'Agriculture, Stéphane Le Foll demande aux préfets de mener des inspections spécifiques sur la protection animale dans tous les abattoirs de France pendant le mois d'avril. Le résultat de ces inspections sera transmis à la commission d'enquête parlementaire sur les abattoirs.
Le président du Syndicat national des inspecteurs en santé publique vétérinaire reconnaît une faille des services vétérinaires, tout en dénonçant au passage la baisse de 20 % des effectifs de ces services sur les dix dernières années. Celui-ci rappelle notamment que le contrôle du respect des règles de protection animale n'est pas systématique, contrairement au contrôle du respect des règles d'hygiène et de sécurité sanitaire des aliments. Il affirme que les cas de maltraitance révélés par L214 sont exceptionnels et ne sont pas représentatifs de l'ensemble des abattoirs français, sans toutefois le démontrer.
Le 29 octobre 2018, après que le procureur a retenu 195 infractions, le tribunal correctionnel de Pau condamne l’abattoir de Mauléon-Licharre et son ancien directeur Gérard Clemente à six mois de prison avec sursis pour « tromperie sur marchandises » et à 13 800 € d’amende pour « tromperie sur marchandises » et « mauvais traitements aux animaux ». Les quatre salariés sont quant à eux condamnés à des amendes allant de 80 à 910 € pour maltraitance « sans nécessité ». Le 18 novembre 2019, L214 est condamnée par le tribunal correctionnel de Pau à 5 000 € d’amende, et à verser 1 500 € de dommages et intérêts aux trois parties civiles, pour « complicité d'atteinte à l’intimité de la vie privée », les vidéos tournées par deux caméras cachées montrant ces trois salariés sur leur lieu de travail. L'association, relaxée pour l’utilisation de ces enregistrements, annonce son intention de faire appel de cette décision, et, le 12 mai 2022, elle est finalement relaxée en totalité par la cour d'appel de Pau.

#### Abattoir de Vannes
En octobre 2015, L214, la Société protectrice des animaux (SPA), 30 millions d'amis, l'Œuvre d'assistance aux bêtes d'abattoirs, One Voice et la Fondation Brigitte-Bardot portent plainte contre cet abattoir, après avoir constaté qu'un jeune bovin a passé un week-end dans une cour de l'établissement, le bassin fracturé, sans eau ni nourriture. La SARL Sélection Viande, propriétaire de l'abattoir, est condamnée en juin 2016 à 2 200 € d'amende pour mauvais traitements, privations de soins et de nourriture, et à 7 300 € de dédommagement aux associations qui se sont portées parties civiles.

#### Abattoirs de Pézenas et Puget-Théniers

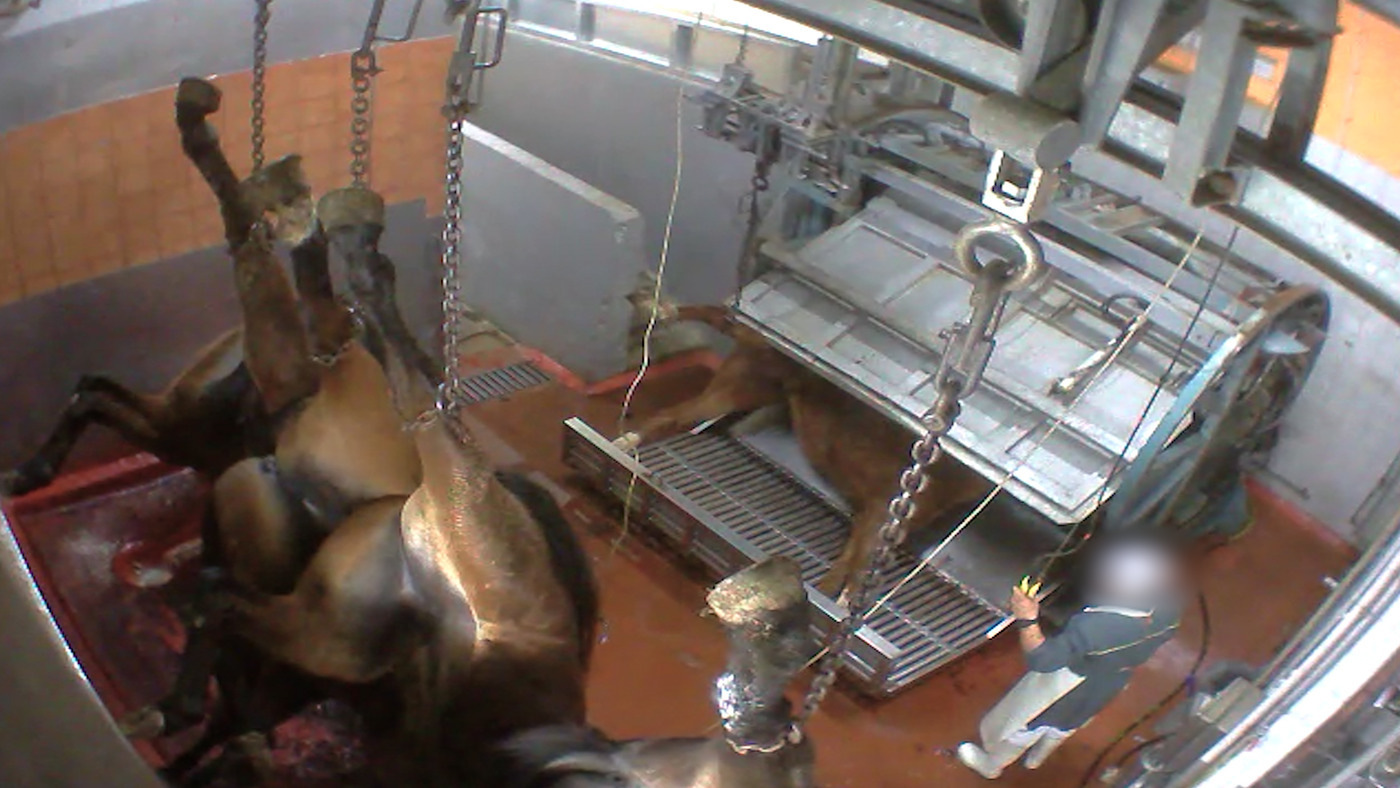
Image de la vidéo filmée à l'abattoir de Pézenas, en juin 2016.

Le 29 juin 2016, de nouvelles vidéos présentées par l'humoriste Rémi Gaillard et montrant des actes de maltraitance dans deux abattoirs de l'Hérault et des Alpes-Maritimes sont diffusées dans la presse,.
Le préfet de l'Hérault, Pierre Pouëssel, affirme que les images de l'abattoir de Pézenas sont obsolètes car tournées avant les inspections mandatées par le ministre en avril. Caroline Medous, vétérinaire à la tête de la Direction départementale de la Protection des populations (DDPP) de l'Hérault affirme que ces images « ne correspondent plus aux pratiques actuelles ». En réponse, L214 publie une autre vidéo montrant des scènes tournées en mai, après ces inspections. Sur celle-ci, on peut voir un bovin abattu sans étourdissement respirant encore lorsque l'immobilisation est relâchée, ce qui ne devrait pas être le cas.

#### Abattoir de Limoges

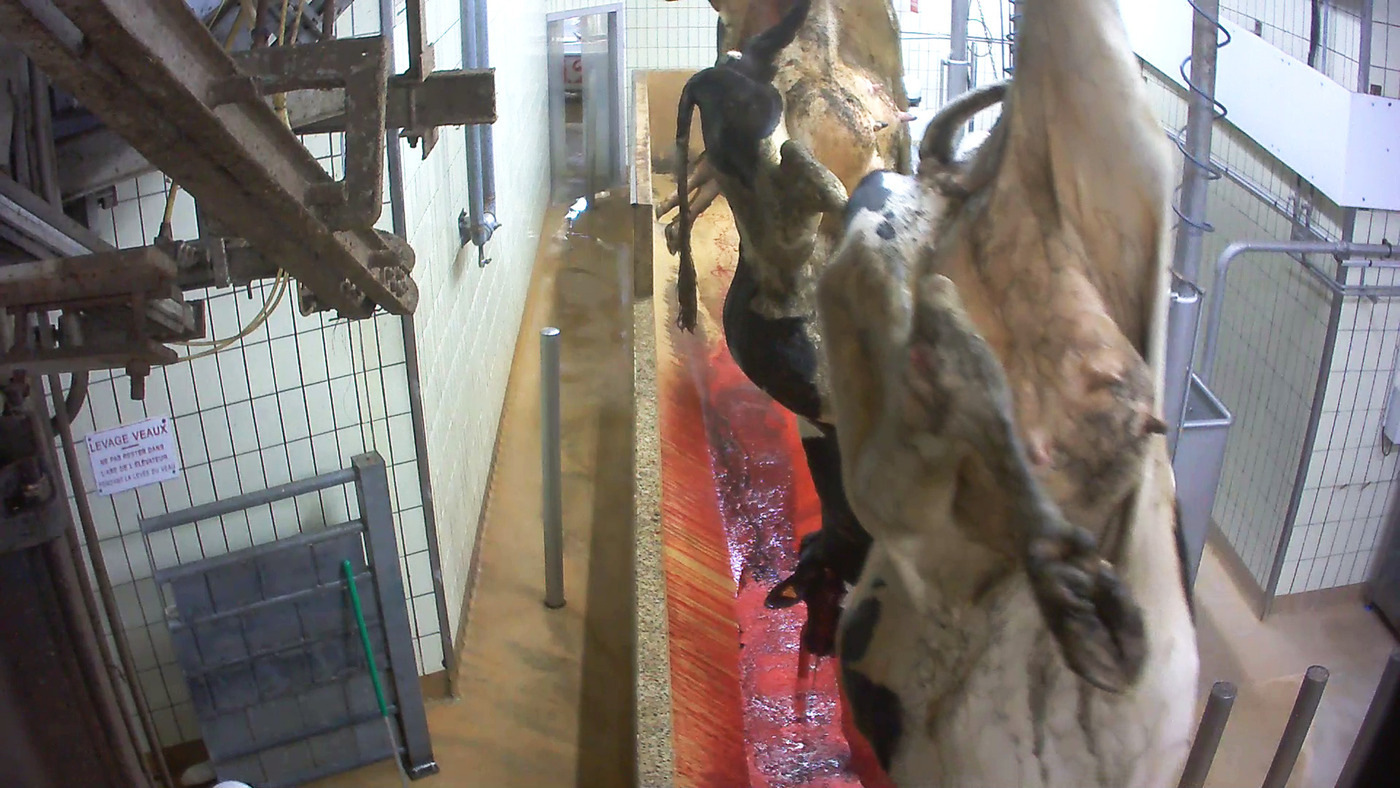
Image de la vidéo filmée à l'abattoir de Limoges : abattage de vaches gestantes, en novembre 2016.

Le 3 novembre 2016, L214 diffuse des vidéos filmées par un salarié de l'abattoir de Limoges,, plus grand abattoir municipal de France avec 300 à 500 animaux abattus par jour et 80 employés. Présentées par la pianiste Vanessa Wagner, elles dénoncent notamment l'abattage de vaches gestantes parfois proches du terme, impliquant la mort par anoxie des fœtus. Le salarié travaillait dans cet abattoir depuis sept ans, et c'est la première fois que la personne à l'origine des vidéos diffusées par l'association ne témoigne pas de façon anonyme.
Une plainte est déposée au tribunal de grande instance de Limoges pour maltraitance animale. De son côté, le député européen socialiste Jean-Paul Denanot, représentant de la circonscription Massif central - Centre, saisit la Commission européenne à ce sujet.

#### Abattoir de Houdan

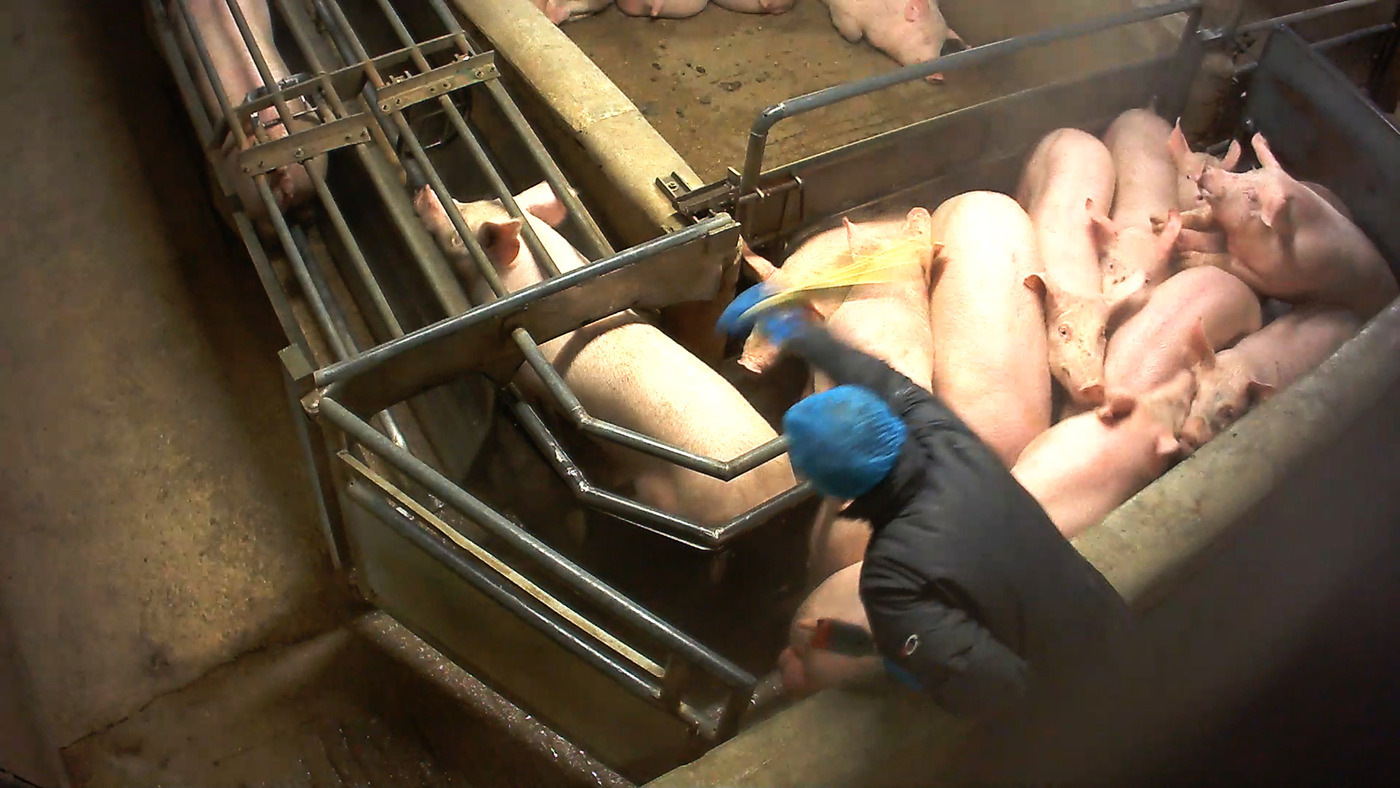
Image de la vidéo filmée à l'abattoir de Houdan, en février 2017.

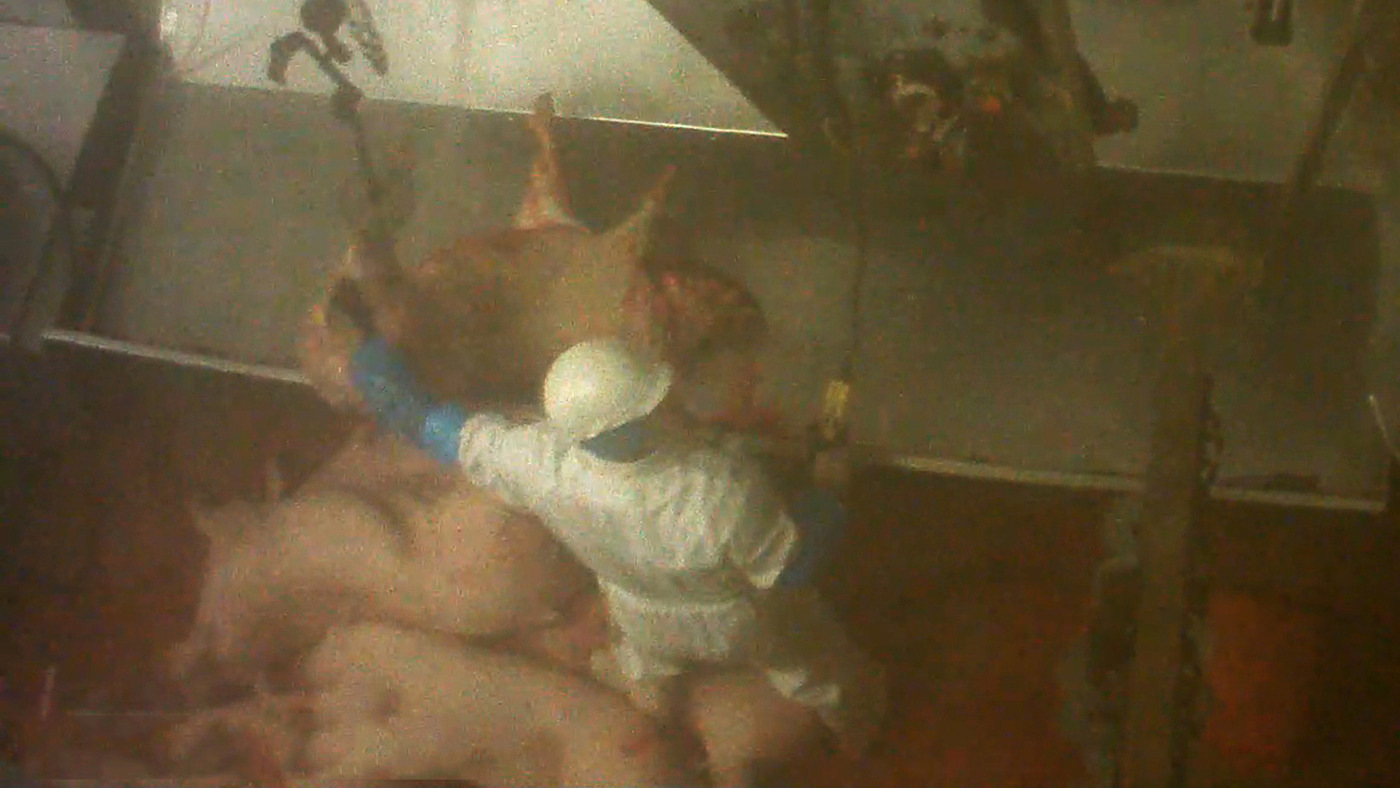
Image de la vidéo filmée à l'abattoir de Houdan, en février 2017.

Le 17 février 2017, L214 diffuse des vidéos filmées à l'abattoir de Houdan, dans les Yvelines. Présentées par l'humoriste et chroniqueur Guillaume Meurice, elle dénonce des actes de maltraitance envers des porcs. Une double manifestation a eu lieu le 2 mars 2017 devant l'abattoir, avec d'un côté les défenseurs de la cause animale et de l'autre des représentants du monde agricole.
Deux militants devaient être jugés en septembre 2017 pour « violation de domicile » et « tentative d’atteinte à la vie privée par fixation, enregistrement ou transmission de l’image » après avoir placé dans cet abattoir une caméra enregistrant les réactions de porcs étourdis par inhalation de dioxyde de carbone. Le 9 octobre 2017, le tribunal correctionnel de Versailles condamne les deux militants de L214, dont Sébastien Arsac cofondateur, à payer 6 000 € (dont 5 000 € avec sursis) pour violation de domicile, mais les relaxe pour le second motif de « tentative d’atteinte à la vie privée » des salariés. La question du droit à l'information se pose : est-ce une violation lorsqu'il faut en passer par là pour révéler des actes répréhensibles ? Alors qu'il a été rappelé pendant l'audience par le représentant du ministère public que l'abattoir agit dans le respect de la réglementation en vigueur, à savoir l'endormissement des animaux par CO2, le 15 mars 2019, à la suite de la plainte déposée en 2017 par L214 contre l'abattoir, le directeur, trois ex-salariés et un agent public sont condamnés à des amendes, pour maltraitance animale.

#### Abattoir d'Équevillon

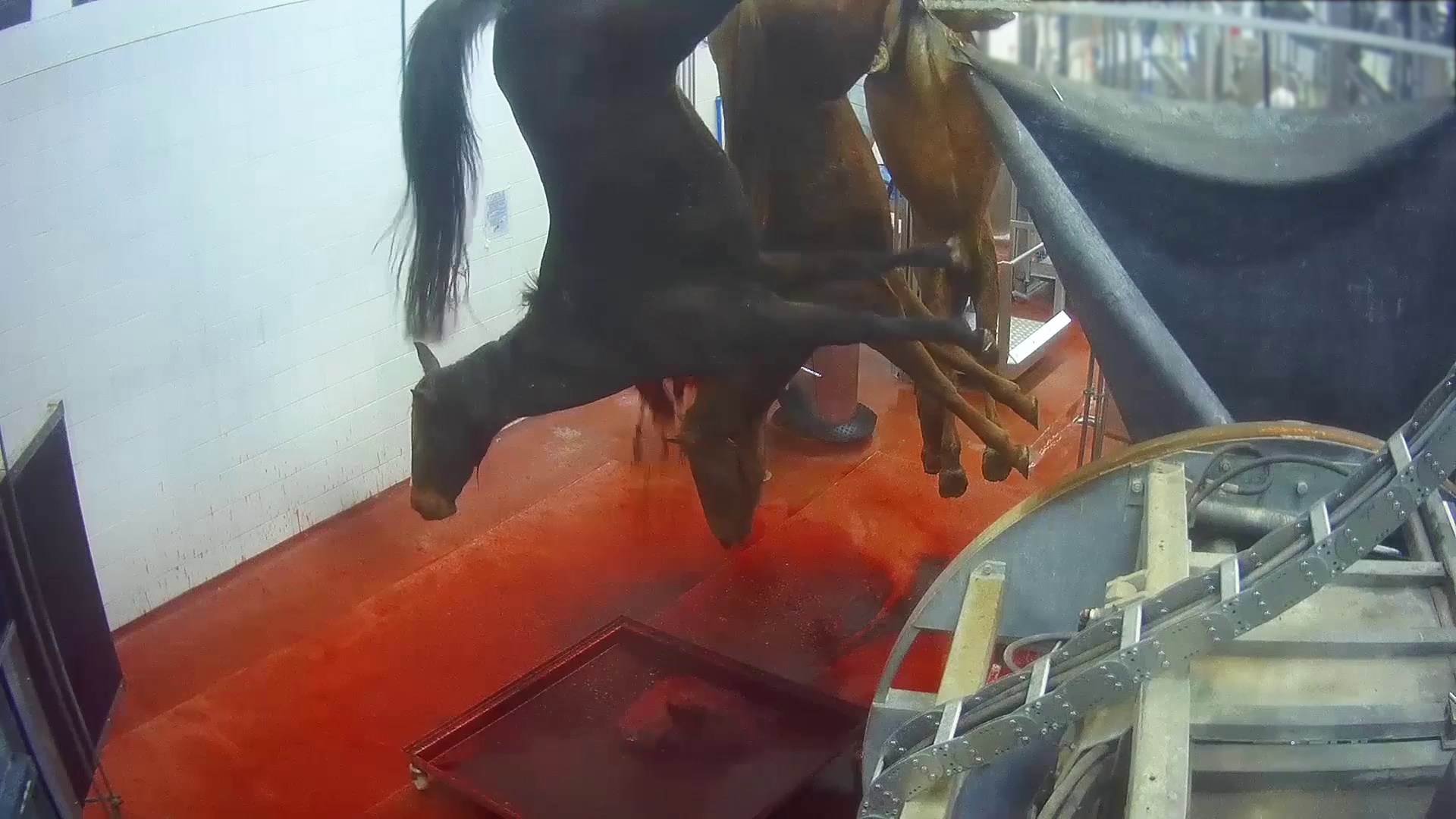
Abattoir d'Équevillon, le plus gros abattoir français de chevaux, en décembre 2018.

Le 19 décembre 2018, L214 diffuse sur Konbini, à travers la voix du journaliste Hugo Clément, une enquête tournée dans le plus gros abattoir français de chevaux : celui d'Équevillon dans le Jura. Les animaux mis à mort sont en grande majorité d'anciens chevaux de course âgés de deux à quinze ans (l'espérance de vie d'un cheval étant d'une trentaine d'années).
En parallèle du lancement de cette enquête, l'association élargit le champ de ses revendications en appelant le président de la République Emmanuel Macron à réduire de 25 % le nombre d'animaux tués en France d'ici 2025.

#### Abattoir de Cuiseaux
En octobre 2021, L214 dénonce la maltraitance des animaux et de nombreuses infractions au sein de l'abattoir de Cuiseaux, abattoir de bovins appartenant au groupe Bigard situé à Cuiseaux, en Bourgogne-Franche-Comté, en France. Un militant de l'association, recruté comme contrôleur vétérinaire, a filmé les pratiques dont il a été témoin entre février et mai 2021, rendues publiques sous forme d'une vidéo de neuf minutes. L'association reproche à l'établissement Bigard de Cuiseaux :
- l'abattage de vaches gestantes au-delà du huitième mois ;
- la mise à mort des fœtus en vue de collecter leur sang ;
- l'utilisation d'un pic électrique sur les bovins ;
- les mauvais traitements subis par les animaux vivants : enfermement pendant de longues périodes, privation de nourriture et de soins ;
- l'absence d'étourdissement d'urgence dans le cas de l'abattage rituel.

Surtout, elle critique la carence des services vétérinaires de l'État chargés de contrôler l'activité de l'abattoir. Elle met en évidence l'insuffisance des effectifs de contrôleurs et leur défaut de formation : selon elle, l'équipe chargée de veiller à l'application de la réglementation à l'abattoir de Cuiseaux est passée de 24 à 15 agents, et seuls 1 à 2 % des abattages font l'objet d'un contrôle, alors que celui-ci doit être systématique.
L'enquête de L214 a un fort retentissement médiatique en France. Le ministère de l'agriculture publie un communiqué déclarant que « les images montrent un certain nombre de non-conformités manifestes, [...] et d’autres possibles » et annonce une inspection de l'abattoir de Cuiseaux.

#### Salle d'abattage de «La Ferme des Cerfs» à Courbeville
En décembre 2023, L214 dénonce les mauvais traitements et les mauvaises conditions d'hygiènes au sein de l'élevage « La Ferme des Cerfs » à Courbeville, en Mayenne. Dans plusieurs vidéos, des animaux sont encore conscients après l'étourdissement et réagissent à la saignée. Une plainte est déposée auprès de la procureure du tribunal judiciaire de Laval pour « mauvais traitement ».

#### Abattoir de Craon
En janvier 2024, L214 dénonce dans plusieurs vidéos des vaches « découpées alors qu'elles sont encore vivantes » au sein de l'abattoir municipal de Craon en Mayenne. Les vidéos ont été captées en novembre et décembre 2023. L214 porte plainte pour cruauté et également pour la mise en danger des salariés par l'employeur.

### Conditions de transports des animaux destinés à l'abattoir

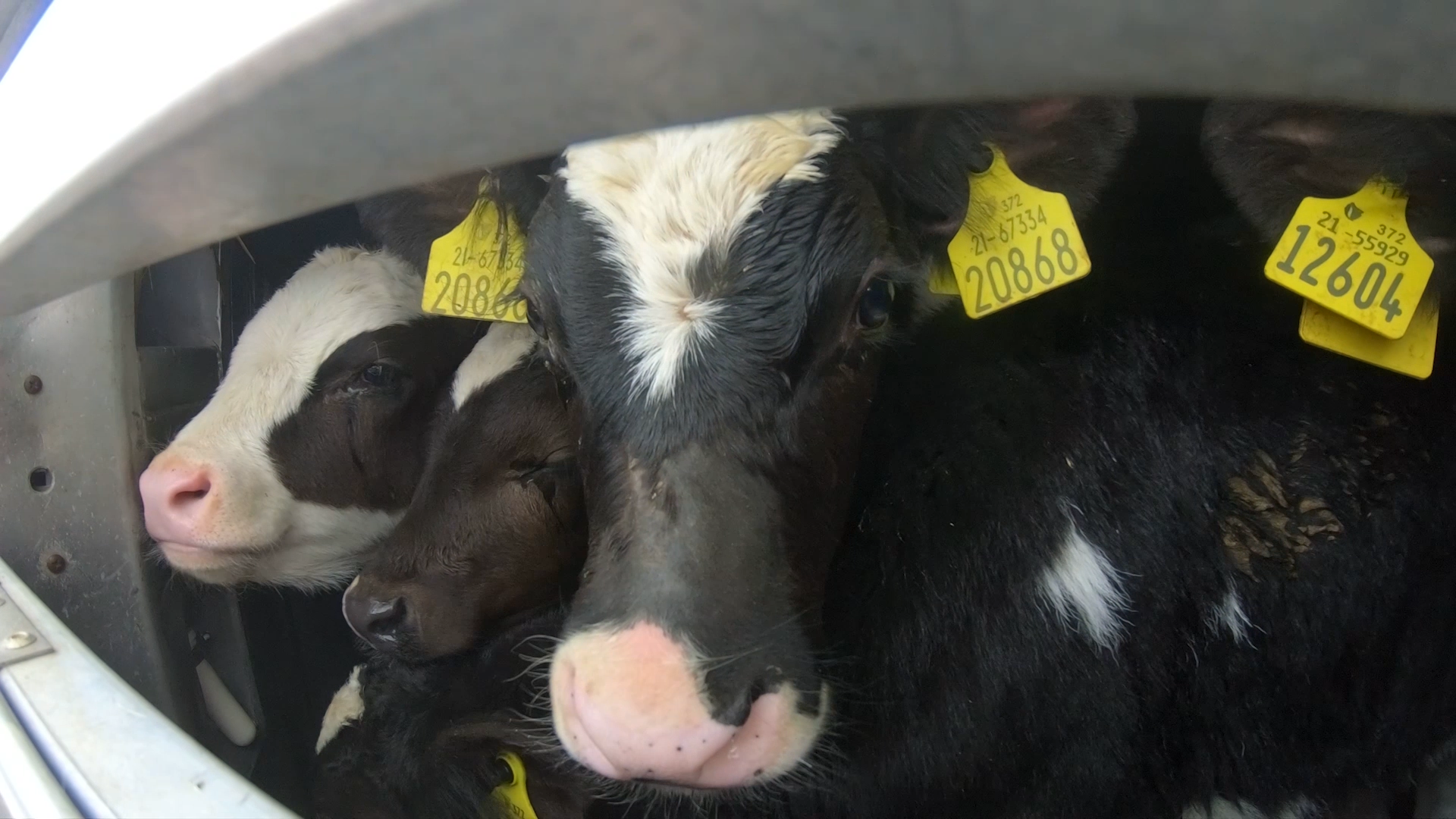
Veaux nourrissons entassés dans un camion entre l'Irlande et les Pays-Bas, en 2019.

L214 diffuse plusieurs enquêtes dénonçant les conditions de transport jugées « longues et cruelles » dans lesquelles des animaux destinés à l'abattoir sont transportés, notamment vers des pays se trouvant hors de l'Union européenne,,.
En mars 2010, L214 se rend en compagnie d'une équipe de France 3 sur deux principaux marchés aux chevreaux français situés dans les Deux-Sèvres, dans le but de dénoncer les cages à dindes exiguës dans lesquelles ces chevreaux sont transportés ; l'association relève que ces cages ne répondent pas à la réglementation en vigueur. En 2013, après plus de quatre ans et demi de pressions, L214 obtient la fin d’une « tolérance » des services de l’État et l’obligation de cages de transport adaptées pour ces animaux, et salue « la fin d'une infraction commise depuis 20 ans ».
En 2017, dans le but d'alerter les candidats à l'élection présidentielle, l'association publie une vidéo dans laquelle elle s'insurge « contre l'exportation et l'abattage de bovins français hors de l'Union européenne dans des conditions jugées cruelles », sachant que plus les transports s'éternisent, plus les animaux sont sujets à la fatigue, à la déshydratation et aux blessures,.
En mars 2019, une autre vidéo révélant la brutalité infligée à des veaux nourrissons « considérés comme les déchets de la production laitière », est tournée dans le centre de transit de Tollevast, près du port de Cherbourg, centre contre lequel L214 porte plainte pour actes de cruauté,,,. Le 29 mai 2019, L214 diffuse une vidéo tournée dans un élevage de poulets Duc, dénonçant la manière dont ces animaux sont aspirés un à un par une moissonneuse pour être enfermés dans des cageots, et amenés à l'abattoir,.

## Figure notable
Hélène Thouy est une avocate et femme politique française, née le 23 décembre 1983. Cofondatrice et coprésidente du parti animaliste (PA) depuis 2016, elle conduit aux élections européennes de 2019 une liste qui réunit 2,2 % des suffrages exprimés. Elle est également connue pour être l'une des deux avocates attitrées de l'association antispéciste L214. Elle annonce sa candidature à l'élection présidentielle française de 2022.

## Identités visuelles

Logo de L214 éducation.
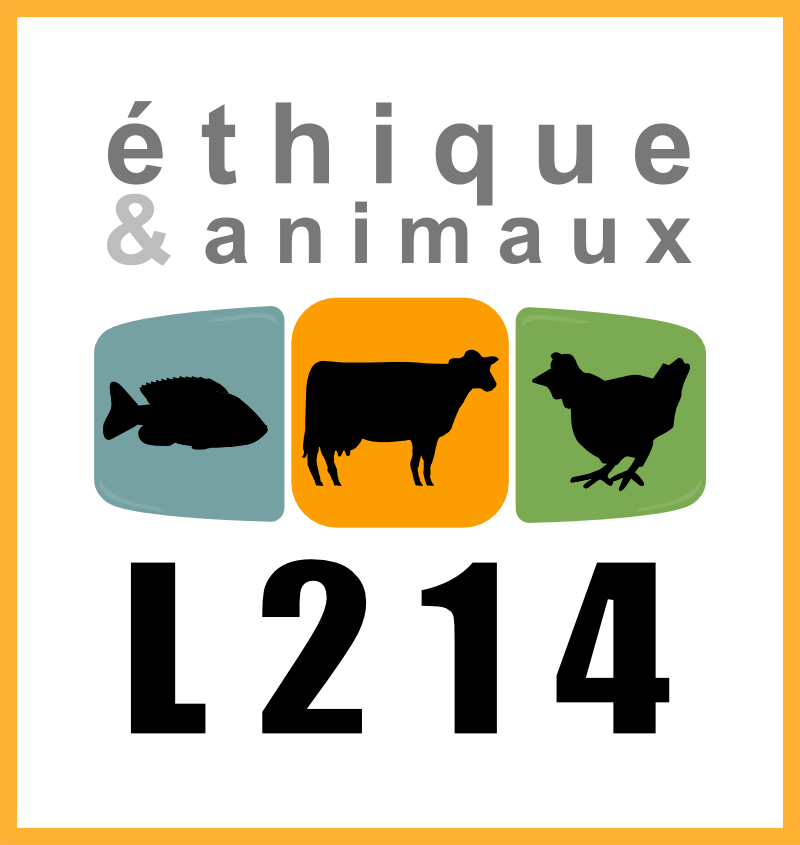
Ancien logo.
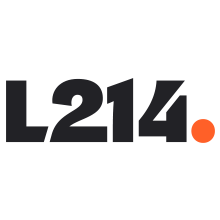
Logo depuis 2024.

### Publications
- L214 et Eyes on Animals, La Face cachée de nos assiettes, Paris, Robert Laffont, 7 février 2019, 240 p. (ISBN 978-2221218884, lire en ligne)
- Éric de la Chesnais, « Viande polonaise avariée : L214 dénonce les dérives d'un « système opaque » », Le Figaro, 5 février 2019 (consulté le 29 juin 2019).
- L214, Quand la faim ne justifie plus les moyens : en finir avec l'élevage intensif, Paris, Les liens qui libèrent, 4 septembre 2019, 189 p. (ISBN 979-10-209-0646-5, lire en ligne)
- Catherine Derieux et L214 (ill. Flora Gressard), Le guide vegan L214 : Vivre mieux sans produits animaux c'est facile, Paris, Arthaud, 14 octobre 2020, 175 p. (ISBN 978-2-08-144615-1, lire en ligne)